# Assembleia Constituinte (Portugal)
A Assembleia Constituinte foi a designação dada à assembleia parlamentar com funções constituintes prevista na Lei n.º 3/74, de 14 de Maio, a qual foi eleita por sufrágio universal direto em eleições realizadas a 25 de Abril de 1975, com o objectivo específico de elaborar uma nova constituição para a República Portuguesa após a queda do Estado Novo em resultado da Revolução de 25 de Abril de 1974. A Assembleia Constituinte concluiu a discussão da nova Constituição a 31 de Março de 1976, tendo a mesma sido aprovada em votação final global a 2 de Abril do mesmo ano. Promulgada naquele mesmo dia, passou a vigorar como a Constituição da República Portuguesa de 1976. A Assembleia Constituinte, terminados os seus trabalhos, dissolveu-se naquela data, nos termos do n.º 3 do artigo 3.º da Lei que a criou.

## Enquadramento pré-eleitoral

### Lei Constitucional
Pela Lei n.º 2/74, de 14 de Maio, assinada pelo general António de Spínola, presidente da Junta de Salvação Nacional saída da Revolução dos Cravos, foram extintas a Assembleia Nacional e a Câmara Corporativa do Estado Novo. Nesse mesmo dia, pela Lei n.º 3/74, de 14 de Maio, também emanada da Junta de Salvação Nacional, era definida a estrutura constitucional transitória que vigoraria até à entrada em vigor da nova Constituição.
Por aquela Lei, a Junta de salvação Nacional, além de publicar em anexo o Programa do Movimento das Forças Armadas Portuguesas, fixava os órgãos que governariam Portugal no período de transição e criava (pelo artigo 3.º da Lei) uma Assembleia Constituinte à qual caberia elaborar e aprovar a nova Constituição Política.
A Assembleia Constituinte deveria aprovar a Constituição no prazo de noventa dias, contados a partir da data da verificação dos poderes dos seus membros, podendo, contudo, esse prazo ser prorrogado por igual período pelo Presidente da República, ouvido o Conselho de Estado. Tal prazo veio a ser prorrogado por três vezes: pelos Decretos n.º 463-A/75, de 27 de Agosto, e 666-A/75, de 22 de Novembro, por períodos de mais 90 dias, e pelo Decreto n.º 160-A/76, de 26 de Fevereiro, por um período de mais 30 dias. A Assembleia Constituinte dissolvia-se automaticamente uma vez aprovada a Constituição (o que ocorreu a 2 de abril de 1976) ou decorrido que fosse aquele prazo, devendo, neste segundo caso, ser eleita nova Assembleia Constituinte no prazo de sessenta dias.
A Assembleia Constituinte deveria ser eleita por sufrágio universal, directo e secreto. O número de membros da Assembleia, os requisitos de elegibilidade dos Deputados, a organização dos círculos eleitorais e o processo de eleição seriam determinados pela lei eleitoral.
Cabia ao Governo Provisório nomear, no prazo de quinze dias, a contar da sua instalação, uma comissão para elaborar o projecto de lei eleitoral e elaborar, com base no projecto da comissão referida, uma proposta de lei eleitoral a submeter à aprovação do Conselho de Estado, de modo a estar publicada até 15 de novembro de 1974.
Ainda de acordo com a Lei 3/74, de 14 de maio, as eleições para Deputados à Assembleia Constituinte deveriam realizar-se até 31 de março de 1975, em data a fixar pelo Presidente da República, sendo a Assembleia Constituinte convocada dentro de quinze dias após a sua eleição. Contudo, devido ao atraso no processo de recenseamento eleitoral e uma vez que o Programa do Movimento das Forças Armadas estipulava que as eleições para a Assembleia Constituinte se deveriam realizar dentro de um prazo de 12 meses, diferiu-se o limite do prazo das eleições, através da Lei n.º 2/75, de 31 de Janeiro, para 25 de abril de 1975.

### 1.ª Plataforma de Acordo Constitucional
A 20 de fevereiro de 1975, decorre a primeira reunião do MFA (Conselho dos Vinte) com os principais partidos políticos (PCP, PPD, PS, MDP/CDE e CDS), para discutir a criação de uma plataforma de acordo constitucional. Todavia, devido ao desacordo, principalmente, do PS, PPD e CDS com certas medidas, as negociações só viriam a tomar novo ânimo após a tentativa de golpe de 11 de março. Golpe este que conduziu de uma forma acelerada, através da Lei n.º 5/75, de 14 de Março, à institucionalização do MFA, pela criação do Conselho da Revolução e da Assembleia do Movimento das Forças Armadas, e extinção da Junta de Salvação Nacional e do Conselho de Estado. Assim, a 11 de abril de 1975, representantes do Partido Socialista, Partido Comunista Português, Partido Popular Democrático, Centro Democrático Social, Movimento Democrático Português/Comissão Democrática Eleitoral e Frente Socialista Popular assinam a primeira Plataforma de Acordo Constitucional, também conhecida como Pacto MFA-Partidos, que vigorará até 26 de fevereiro de 1976, data em que se procede à sua revisão.
Este acordo, que tinha como objetivo primeiro estabelecer uma plataforma política comum, que possibilite a continuação da revolução política, económica e social, iniciada em 25 de Abril de 1974, garantia ao MFA o acompanhamento permanente dos trabalhos da Constituinte através da criação de uma comissão (acompanhamento este da Comissão do MFA oficializado através do artigo 83.º do Regimento da Assembleia), para além de assegurar que os seus termos iriam ser transpostos para a Constituição. O Pacto decretava então, simplificadamente, que: 
- o Conselho da Revolução permaneceria como centro do poder político durante o período de transição, por cima de um sistema bicameral, com um parlamento civil (Assembleia Legislativa) e um parlamento militar (Assembleia do MFA);
- a Assembleia Legislativa e a Assembleia do MFA, através de um colégio eleitoral conjunto, elegeriam o Presidente da República;
- o Presidente da República, seria simultaneamente presidente do Conselho e da Assembleia militar;
- o presidente e o Conselho deteriam, entre outros, o poder de dissolução da assembleia civil, de nomeação do primeiro-ministro e de escolha de alguns ministros (Defesa, Administração Interna e Planeamento Económico);
- o Conselho teria poderes de fiscalização da constitucionalidade das leis, podendo sancionar as leis aprovadas pelo parlamento civil e pelo Governo;
- o Conselho teria poderes legislativos exclusivos no que diz respeito às instituições militares;
- nenhuma instituição teria poderes de controlo sobre o Conselho e a Assembleia do MFA;
- a Constituição só poderia ser promulgada pelo Presidente da República, após ter sido ouvido o Conselho da Revolução;
- após o período de transição, estabelecido com a duração de três a cinco anos, a Constituição seria revista.

## Lei Eleitoral e eleição da Assembleia Constituinte
Nos termos previstos na Lei n.º 3/74, de 14 de Maio, foi criada por Resolução do Conselho de Ministros de 24 de Maio de 1974 uma comissão visando o estabelecimento de uma lei eleitoral para a Assembleia Constituinte. A Comissão levou a cabo os seus trabalhos entre 3 de Junho e 15 de Novembro de 1974.
Dos trabalhos da Comissão, e da discussão política que se seguiu, resultou a publicação dos seguintes diplomas:
- Lei Eleitoral Relativa ao Recenseamento (Decreto-Lei n.º 621-A/74, de 15 de Novembro)— Esta Lei determina a realização do recenseamento eleitoral e fixou como cidadãos com capacidade eleitoral activa (logo no artigo 1.º) os cidadãos portugueses de ambos os sexos, maiores de 18 anos, completados até 28 de Fevereiro de 1975, residentes no território eleitoral ou nos territórios ultramarinos ainda sob administração portuguesa, assim como os aí não residentes indicados no presente diploma, considerando-se como território eleitoral o território do continente e ilhas adjacentes. A capacidade passiva (artigos 5.º a 8.º) estava reservada a todos os cidadãos eleitores maiores de 21 anos, excluindo, contudo, quem que não tivesse a cidadania portuguesa há pelo menos quinze anos, não soubesse ler e escrever português, não residisse no território eleitoral ou nos territórios ultramarinos ainda sob administração portuguesa há pelo menos seis meses, contados em relação à data da marcação das eleições, salvo os que se encontrem fora dele em virtude de missão de Estado ou de serviço público, reconhecido como tal pela autoridade competente, os magistrados judiciais ou do Ministério Público e os militares, enquanto prestarem serviço activo e ainda aqueles a que a lei o impedisse por incapacidades cívicas determinadas pelo exercício de certas funções públicas ou pela participação em organizações antidemocráticas antes de 25 de Abril de 1974. O texto foi sucessivamente alterado pelos seguintes diplomas:

1. #Declaração de Rectificação n.º 293/74, de 17 de Dezembro;
2. #Decreto-Lei n.º 3/75, de 7 de Janeiro;
3. #Decreto-Lei n.º 5/75, de 7 de Janeiro;
4. #Decreto-Lei n.º 38-B/75, de 31 de Janeiro;
5. #Decreto-Lei n.º 86/75, de 27 de Fevereiro.

- «Lei das incapacidades cívicas (Decreto-Lei n.º 621-B/74, de 15 de Novembro)» (PDF). — Determina quais os indivíduos que, por funções exercidas anteriormente a 25 de Abril de 1974, não podem ser eleitores da Assembleia Constituinte ou eleitos para a mesma Assembleia. Estabelece que não teriam capacidade eleitoral activa ou passiva na eleição da Assembleia Constituinte os titulares dos órgãos de soberania e os altos funcionários do Estado Novo. Este diploma foi alterado pelo:

1. #Decreto-Lei n.º 4/75, de 7 de Janeiro — Alargou a incapacidade cívica aos altos magistrados judiciais.

- Lei Eleitoral (2.ª parte - Organização do processo eleitoral) (Decreto-Lei n.º 621-C/74, de 15 de Novembro)— Esta Lei determina a forma de eleição dos deputados à Assembleia Constituinte, fixando que os círculos eleitorais eram distritais, elegendo cada círculo um deputado por cada 25 000 eleitores ou fracção superior a 12 500, que as candidaturas seriam em lista, com os mandatos a serem distribuídos de acordo com o método de Hondt. Esta Lei cria a Comissão Nacional de Eleições e regula todo o processo eleitoral, incluindo a propaganda e outras matérias de carácter logístico e procedimental. Foi alterada pelos seguintes diplomas:

1. #Decreto-Lei n.º 86/75, de 27 de Fevereiro.
2. #Decreto-Lei n.º 101-A/75, de 3 de Março.
3. #Decreto-Lei n.º 109/75, de 7 de Março.
4. #Decreto-Lei n.º 137-C/75, de 17 de Março.
5. #Decreto-Lei n.º 137-D/75, de 17 de Março.
6. #Decreto-Lei n.º 141-B/75, de 19 de Março.
7. #Decreto-Lei n.º 141-C/75, de 19 de Março.

Para além da legislação de enquadramento atrás apontada, o Governo Provisório e o Conselho da Revolução foram produzindo legislação avulsa sobre matéria eleitoral, entre a qual se destaca:
- «Decreto-Lei n.º 137-E/75, de 17 de Março» (PDF). — Impede a participação nas eleições para a Assembleia Constituinte dos seguintes partidos: Partido da Democracia Cristã, Movimento Reorganizativo do Partido do Proletariado e Aliança Operária Camponesa.
- Decreto-Lei n.º 147-A/75, de 21 de Março— Insere várias disposições relativas à apresentação de novas listas de candidaturas por parte do Centro Democrático Social (CDS) para as eleições para a Assembleia Constituinte em todos os círculos em que as haja apresentado em frente eleitoral com o Partido da Democracia Cristã (PDC).
- Lei eleitoral para os territórios ultramarinos (Decreto-Lei n.º 73-A/75, de 20 de Fevereiro)— Fixa as normas a que devia obedecer a eleição de deputados à Assembleia Constituinte pelos cidadãos residentes nos territórios ultramarinos então sob administração portuguesa. Este diploma foi complementado e alterado pelos seguintes:

1. #Decreto-Lei n.º 93-A/75, de 28 de Fevereiro — Define as normas a que deve obedecer o exercício do direito de voto para a eleição dos Deputados à Assembleia Constituinte por parte dos militares portugueses que se encontram a prestar serviço nos territórios ultramarinos ainda sob administração portuguesa.
2. #Decreto-Lei n.º 93-B/75, de 28 de Fevereiro — Define as normas a que deve obedecer a participação no processo para a eleição de Deputados à Assembleia Constituinte dos cidadãos eleitores não militares recenseados no círculo eleitoral de Moçambique.
3. #Decreto-Lei n.º 101-B/75, de 3 de Março.
4. #Despacho conjunto regulamentar de 17 de Março de 1975 — Determina que a inscrição no recenseamento efectuada no território eleitoral por militares que, à data da eleição de Deputados à Assembleia Constituinte, se encontrem a prestar serviço nos territórios ultramarinos ainda sob a administração portuguesa deve ser transferida para esses territórios para efeitos do cumprimento do Decreto-Lei n.º 93-A/75. Mais determina que é o mesmo regime extensivo aos cônjuges, não separados de facto ou judicialmente, dos militares acima referidos e que naqueles territórios se encontrem, em virtude da prestação de serviço dos seus familiares.

- Decreto-Lei n.º 85-D/75, de 26 de Fevereiro— Estabelece normas sobre o tratamento jornalístico que deve ser dado pelas publicações noticiosas diárias, ou não diárias de periodicidade inferior a quinze dias, às diversas candidaturas à Assembleia Constituinte.
- Decreto-Lei n.º 93-C/75, de 28 de Fevereiro— Esclarece quais os documentos que devem instruir os processos de candidatura a deputado à Assembleia Constituinte.
- Decreto-Lei n.º 114-A/75, de 7 de Março— Fixa as normas a que deve obedecer a participação na eleição para a Assembleia Constituinte por parte dos eleitores residentes no estrangeiro.
- Decreto-Lei n.º 137-B/75, de 17 de Março— Estabelece as condições em que podem exercer o seu direito de voto os cidadãos portugueses devidamente recenseados que, à data da eleição dos Deputados à Assembleia Constituinte, presumivelmente se encontrem embarcados.
- Decreto-Lei n.º 163-A/75, de 27 de Março— Estabelece penas para quem perturbasse a eleição para a Assembleia Constituinte.

Nos termos do n.º 4 do artigo 4.º da Lei n.º 3/74, de 14 de Maio, as eleições para a Assembleia Constituinte deveriam ocorrer até 31 de Março de 1975. Contudo, face aos atrasos na elaboração do recenseamento eleitoral e à instabilidade política que se vivia, pela Lei n.º 2/75, de 31 de Janeiro, foi alterado o prazo para realização das eleições, fixando-se então como data limite o dia 25 de Abril de 1975.
Concluído o recenseamento eleitoral, pelo Decreto n.º 53-A/75, de 11 de Fevereiro, foi marcado o dia 12 de Abril de 1975 como data de eleição dos Deputados à Assembleia Constituinte.
Contudo, aquela data foi alterada para 25 de Abril de 1975 pelo Decreto n.º 141-A/75, de 19 de Março, o qual invoca como razão a necessidade de dirimir conflitos provocados por identidades ou semelhanças de denominações, siglas ou símbolos de partidos existentes, e que alguns já invocaram, consigna prazos que levantam obstáculos impeditivos, por razões de ordem técnica, do cumprimento da data inicialmente decretada para o dia da eleição.
Eleita a Assembleia, pelo Decreto n.º 222-A/75, de 10 de Maio, foi a mesma convocada para reunir em sessão instaladora a 2 de Junho, com o fim de elaborar e aprovar a nova Constituição Política da República Portuguesa.

## Resultados eleitorais e deputados eleitos
No acto eleitoral realizado a 25 de Abril de 1975, para o qual existiam 6.231.372 eleitores inscritos, votaram 5.711.829 (91,66%), tendo-se abstido apenas 519.543 (8,34%). Concorreram 14 partidos e movimentos cívicos, obtendo os seguintes resultados:

### Resultados eleitorais nacionais
| Partido                              | Partido                                          | Votos     | Votos (%) | Assentos | Assentos (%) |
| ------------------------------------ | ------------------------------------------------ | --------- | --------- | -------- | ------------ |
|                                      | Partido Socialista                               | 2 162 972 | 37,87%    | 116      | 46,4%        |
|                                      | Partido Popular Democrático                      | 1 507 282 | 26,39%    | 81       | 32,4%        |
|                                      | Partido Comunista Português                      | 711 935   | 12,46%    | 30       | 12%          |
|                                      | Centro Democrático Social                        | 434 879   | 7,61%     | 16       | 6,4%         |
|                                      | Movimento Democrático Português                  | 236 318   | 4,14%     | 5        | 2%           |
|                                      | Frente Socialista Popular                        | 66 307    | 1,16%     | 0        | 0%           |
|                                      | Movimento de Esquerda Socialista                 | 58 248    | 1,02%     | 0        | 0%           |
|                                      | União Democrática Popular                        | 44 877    | 0,79%     | 1        | 0,4%         |
|                                      | FEC(m-l)                                         | 33 185    | 0,58%     | 0        | 0%           |
|                                      | Partido Popular Monárquico                       | 32 526    | 0,57%     | 0        | 0%           |
|                                      | Partido de Unidade Popular                       | 13 138    | 0,23%     | 0        | 0%           |
|                                      | Liga Comunista Internacionalista                 | 10 835    | 0,19%     | 0        | 0%           |
|                                      | Associação para a Defesa dos Interesses de Macau | 1 622     | 0,03%     | 1        | 0,4%         |
|                                      | Centro Democrático de Macau                      | 1 030     | 0,02%     | 0        | 0%           |
| Totais                               | Totais                                           | 5 315 154 |           | 250      |              |
| Votos em Branco                      | Votos em Branco                                  | 0         | 0%        |          |              |
| Votos Nulos                          | Votos Nulos                                      | 396 765   | 6,95%     |          |              |
| Participação                         | Participação                                     | 5 711 919 | 91,66%    |          |              |
| Fonte: Comissão Nacional de Eleições |                                                  |           |           |          |              |

Nos termos do Decreto-Lei n.º 137-E/75, de 17 de Março, o Conselho da Revolução, certamente sabiamente apoiado pelas decisões do Comité Central do PCP,  impediu a participação nas eleições para a Assembleia Constituinte dos seguintes partidos: Partido da Democracia Cristã (PDC), Movimento Reorganizativo do Partido do Proletariado (MRPP) e Aliança Operária Camponesa (AOC).

### Círculos eleitorais
Concluído o processo eleitoral, a Assembleia Constituinte ficou constituída pelos seguintes deputados:
(2 mandatos: PPD)
- José Manuel Costa Bettencourt (PPD)
- Rúben José de Almeida Martins Raposo (PPD)

(14 mandatos: PPD-7; PS-5; CDS-2)
- Maria José Paulo Sampaio (CDS)
- Silvério Martins da Silva (CDS)[nota 2]
- Antídio das Neves Costa (PPD)
- António Júlio Correia Teixeira da Silva (PPD)
- Arnaldo Ângelo de Brito Lhamas (PPD)[nota 3]
- Carlos Alberto Branco de Seiça Neves (PPD)
- José Ângelo Ferreira Correia (PPD)
- José Manuel Afonso Gomes de Almeida (PPD)
- Sebastião Dias Marques (PPD)[nota 4]
- Alcides Strecht Monteiro (PS)
- Carlos Manuel Natividade da Costa Candal (PS)
- José Fernando Silva Lopes (PS)
- Manuel Ferreira dos Santos Pato (PS)
- Mário Manuel Cal Brandão (PS)

(6 mandatos: PS-3; PCP-3)
- Fernanda Peleja Patrício (PCP)
- Francisco Miguel Duarte (PCP)
- João António Honrado (PCP)[nota 5]
- António Pope Lopes Cardoso (PS)[nota 6]
- Luís Abílio da Conceição Cacito (PS)
- Raquel Júdice de Oliveira Howell Franco (PS)

(15 mandatos: PPD-7; PS-5; CDS-3)
- Adelino Manuel Lopes Amaro da Costa (CDS)
- Francisco Luís de Sá Malheiro (CDS)
- Manuel José Gonçalves Soares (CDS)
- Armando António Correia (PPD)
- Armando Filipe Cerejeira Pereira Bacelar (PPD)
- Fernando Alberto Matos Ribeiro da Silva (PPD)[nota 7]
- Fernando José Sequeira Roriz (PPD)
- João Baptista Machado (PPD)
- Jorge Manuel Moura Loureiro de Miranda (PPD)
- Nívea Adelaide Pereira e Cruz (PPD)
- Adelino Augusto Miranda de Andrade (PS)
- Agostinho de Jesus Domingues (PS)[nota 8]
- António Alberto Correia Mota Prego de Faria (PS)[nota 9]
- Francisco Xavier Sampaio Tinoco de Faria (PS)
- Jerónimo da Silva Pereira (PS)

(4 mandatos: PPD-3; PS-1)
- António Maria Lopes Ruano (PPD)
- Jorge de Carvalho Sá Borges (PPD)[nota 10]
- Manuel da Costa Andrade (PPD)
- Raul de Assunção Pimenta Rego (PS)

(7 mandatos: PS-5; PPD-2)
- Alfredo Joaquim da Silva Morgado (PPD)
- Pedro Manuel da Cruz Roseta (PPD)
- Alfredo Pinto da Silva (PS)
- Francisco Carlos Ferreira (PS)
- Júlio Pereira dos Reis (PS)
- Manuel João Vieira (PS)
- Mário de Deus Branco (PS)

(12 mandatos: PS-7; PPD-4; PCP-1)
- Fernando Augusto da Silva Blanqui Teixeira (PCP)[nota 11]
- António Moreira Barbosa de Melo (PPD)
- Carlos Alberto da Mota Pinto (PPD)
- João António Martelo de Oliveira (PPD)
- Luís Argel de Melo e Silva Biscaia (PPD)
- António Carlos Ribeiro Campos (PS)
- António Duarte Arnaut (PS)
- Henrique Teixeira Queirós de Barros (PS)
- Joaquim Antero Romero Magalhães (PS)
- Manuel Alegre de Melo Duarte (PS)
- Manuel Francisco da Costa (PS)
- Vítor Manuel Brás (PS)

(5 mandatos: PS-3; PCP-2)
- Dinis Fernandes Miranda (PCP)
- Manuel Mendes Nobre Gusmão (PCP)
- Pedro Amadeu de Albuquerque Santos Coelho (PS)[nota 12]
- Etelvina Lopes de Almeida (PS)
- Joaquim Laranjeira Penderlico (PS)

(9 mandatos: PS-6; PPD-1; PCP-1; MDP/CDE-1)
- Luís Manuel Alves de Campos Catarino (MDP/CDE)
- Carlos Alfredo de Brito (PCP)
- Cristóvão Guerreiro Norte (PPD)
- António José Sanches Esteves (PS)
- Emídio Pedro Águedo Serrano (PS)
- Eurico Faustino Correia (PS)[nota 13]
- Eurico Manuel das Neves Henriques Mendes (PS)
- Luís Filipe Nascimento Madeira (PS)[nota 14]
- Manuel Ferreira Monteiro (PS)

(6 mandatos: PPD-5; PS-1)
- António Cândido Jácome de Castro Varela (PPD)[nota 15]
- Emanuel Nascimento Santos Rodrigues (PPD)
- José António Camacho (PPD)
- José Carlos Rodrigues (PPD)
- Maria Élia Mendes Brito Câmara (PPD)
- António Alberto Monteiro de Aguiar (PS)

(6 mandatos: PPD-3; PS-2; CDS-1)
- Emílio Leitão Paulo (CDS)
- Mário José Pimentel Saraiva Salvado (PPD)[nota 16]
- António Júlio Simões de Aguiar (PPD)
- José António Valério do Couto (PPD)
- João Pedro Miller de Lemos Guerra (PS)
- Maria Helena Carvalho dos Santos Oliveira Lopes (PS)

(1 mandato: PPD)
- Germano da Silva Domingos (PPD)

(11 mandatos: PS-5; PPD-5; CDS-1)
- Francisco Manuel Lopes Vieira de Oliveira Dias (CDS)
- Abílio de Freitas Lourenço (PPD)
- João Manuel Ferreira (PPD)
- José Ferreira Júnior (PPD)
- José Gonçalves Sapinho (PPD)
- Tomás Duarte da Câmara Oliveira Dias (PPD)[nota 17]
- Joaquim Jorge de Pinho Campinos (PS)[nota 18]
- Amílcar de Pinho (PS)
- António Jorge Oliveira Aires Rodrigues (PS)[nota 19]
- Luís Maria Kalidás Costa Barreto (PS)
- Vasco da Gama Lopes Fernandes (PS)

(55 mandatos: PS-29; PCP-11; PPD-9; CDS-3; MDP/CDE-2; UDP-1)
- Basílio Adolfo de Mendonça Horta da França (CDS)
- Diogo Pinto de Freitas do Amaral (CDS)
- Vítor António Augusto Nunes de Sá Machado (CDS)
- José Manuel Marques do Carmo Mendes Tengarrinha (MDP/CDE)[nota 20]
- Francisco José Cruz Pereira de Moura (MDP/CDE)[nota 21]
- Adriano Lopes da Fonseca (PCP)
- Eugénio de Jesus Domingues (PCP)
- Georgette de Oliveira Ferreira (PCP)[nota 22]
- Álvaro Barreirinhas Cunhal (PCP)[nota 23]
- Jaime dos Santos Serra (PCP)
- Jerónimo Carvalho de Sousa (PCP)
- José Alves Tavares Magro (PCP)
- José Pedro Correia Soares (PCP)
- José Pinheiro Lopes de Almeida (PCP)[nota 24]
- Maria Alda Barbosa Nogueira (PCP)
- Octávio Floriano Rodrigues Pato (PCP)
- Joaquim Jorge Magalhães Saraiva da Mota (PPD)[nota 25]
- Alfredo António de Sousa (PPD)
- Artur Videira Pinto Cunha Leal (PPD)
- Francisco José Pereira Pinto Balsemão (PPD)[nota 26]
- José Manuel Cipriano Mouzinho de Albuquerque Duarte (PS)
- José Manuel Nogueira Ramos (PPD)[nota 27]
- Marcelo Nuno Duarte Rebelo de Sousa (PPD)
- Maria Helena do Rego da Costa Salema Roseta (PPD)
- Mário Fernando de Campos Pinto (PPD)
- Nuno Aires Rodrigues dos Santos (PPD)
- Alberto Arons Braga de Carvalho (PS)[nota 28]
- Alberto Manuel Avelino (PS)
- Alfredo Fernando de Carvalho (PS)
- Amarino Peralta Sabino (PS)
- Aquilino Ribeiro Machado (PS)
- Armando Assunção Soares (PS)
- Carlos Alberto Andrade Neves (PS)[nota 29]
- Carlos Alberto Leitão Marques (PS)
- Carmelinda Maria dos Santos Pereira (PS)
- Florival da Silva Nobre (PS)
- Francisco Igrejas Caeiro (PS)
- Francisco Manuel Marcelo Monteiro Curto (PS)[nota 30]
- Gualter Viriato Nunes Basílio (PS)
- João Joaquim Gomes (PS)
- Jorge Henrique das Dores Ramos (PS)[nota 31]
- José Alberto Menano Cardoso do Amaral (PS)
- José Alfredo Pimenta de Sousa Monteiro (PS)
- José Manuel de Medeiros Ferreira (PS)[nota 32]
- Luís Geordano dos Santos Covas (PS)
- José Maria Barbosa de Magalhães Godinho (PS)[nota 33]
- Maria Teresa do Vale de Matos Madeira Vidigal (PS)
- Mário Alberto Nobre Lopes Soares (PS)[nota 34]
- Mário António da Mota Mesquita (PS)[nota 35]
- Mário Augusto Sotto Mayor Leal Cardia (PS)
- Mário de Castro Pina Correia (PS)
- Nuno Maria Monteiro Godinho de Matos (PS)
- Rui António Ferreira da Cunha (PS)
- Teófilo Carvalho dos Santos (PS)[nota 36]
- Vasco Francisco do Rosário Moniz (PS)[nota 37]
- João Carneiro de Moura Pulido Valente (UDP)[nota 38]

(1 mandato: ADIM)
- Diamantino de Oliveira Ferreira (ADIM)

(1 mandato: PS)
- Rosa Maria Antunes Rainho (PS)

(3 mandatos: PPD-2; PS-1)
- Américo Natalino Pereira de Viveiros (PPD)
- João Bosco Soares da Mota Amaral (PPD)
- Jaime José Matos da Gama (PS)

(4 mandatos: PS-3; PCP-1)
- António Joaquim Gervásio (PCP)[nota 39]
- Domingos do Carmo Pires Pereira (PS)
- João do Rosário Barrento Henriques (PS)
- Júlio Francisco Miranda Calha (PS)

(36 mandatos: PS-18; PPD-12; CDS-3; PCP-2; MDP/CDE-1)
- António Francisco de Almeida (CDS)
- Manuel Januário Soares Ferreira Rosa (CDS)
- Manuel Raimundo Ferreira dos Santos Pires de Morais (CDS)
- Manuel Domingos de Sousa Pereira MDP/CDE)[nota 40]
- Ângelo Matos Mandes Veloso (PCP)[nota 41]
- José Carlos (PCP)[nota 42]
- Amélia Cavaleiro Monteiro de Andrade de Azevedo (PPD)
- Artur Morgado Ferreira Santos Silva (PPD)
- Eduardo José Vieira (PPD)
- Emídio Guerreiro (PPD)
- Vasco Navarro da Graça Moura (PPD)[nota 43]
- Joaquim Coelho dos Santos (PPD)
- José Augusto Baptista Lopes Seabra (PPD)
- José Bento Gonçalves (PPD)
- Manuel Coelho Moreira (PPD)
- Francisco Manuel Lumbrales de Sá Carneiro (PPD)[nota 44]
- Miguel Luís Kolback Veiga (PPD)[nota 45]
- Olívio da Silva França (PPD)
- Adelino Teixeira de Carvalho (PS)
- Alberto Augusto Martins da Silva Andrade (PS)
- António Cândido Miranda Macedo (PS)
- António José de Sousa Pereira (PS)
- Bento Elísio de Azevedo (PS)
- Carlos Cardoso Laje (PS)
- Eurico Teimo de Campos (PS)
- Francisco de Almeida Salgado Zenha (PS)[nota 46]
- António Fernandes Areias (PS)[nota 47]
- José Luís do Amaral Nunes (PS)
- Laura da Conceição Barraché Cardoso (PS)
- Manuel de Brito de Figueiredo Canijo (PS)[nota 48]
- Manuel de Sousa Ramos (PS)
- Manuel Joaquim de Paiva Pereira Pires (PS)[nota 49]
- Maria Emília de Melo Moreira da Silva (PS)
- Rui Manuel Polónio de Sampaio (PS)[nota 50]
- Rui Maria Malheiro de Távora de Castro Feijó (PS)
- Sophia de Mello Breyner Andresen de Sousa Tavares (PS)

(13 mandatos: PS-8; PPD-3; PCP-2)
- António Malaquias Abalada (PCP)[nota 51]
- Pedro dos Santos Soares (PCP)[nota 52]
- Joaquim da Silva Lourenço (PPD)[nota 53]
- José António Nunes Furtado Fernandes (PPD)[nota 54]
- Leonardo Eugénio Ribeiro de Almeida (PPD)
- António Fernando Marques Ribeiro Reis (PS)
- José Manuel Niza Antunes Mendes (PS)
- Ladislau Teles Botas (PS)
- Luís Patrício Rosado Gonçalves (PS)
- Manuel Pereira Dias (PS)
- Pedro Manuel Natal da Luz (PS)
- Rui Manuel Mendonça Cordeiro (PS)[nota 55]
- Vitorino Vieira Dias (PS)

(16 mandatos: PS-7; PCP-7; PPD-1; MDP/CDE-1)
- Álvaro Ribeiro Monteiro (MDP/CDE)
- Américo Lázaro Leal (PCP)[nota 56]
- António Branco Marcos dos Santos (PCP)
- António Dias Lourenço da Silva (PCP)
- Fernando dos Santos Pais (PCP)
- Hermenegilda Rosa Camolas Pacheco (PCP)
- José Manuel Maia Nunes de Almeida (PCP)
- José Manuel Marques Figueiredo (PCP)
- Eduardo Bastos Albarran (PPD)[nota 57]
- Afonso do Carmo (PS)
- Alberto Marques Antunes (PS)[nota 58]
- António Pereira Rodrigues (PS)[nota 59]
- Artur Cortês Pereira dos Santos (PS)
- Fernando José Capelo Mendes (PS)[nota 60]
- Manuel da Mata de Cáceres (PS)
- Maria da Assunção Viegas Vitorino (PS)

(6 mandatos: PPD-3; PS-2; CDS-1)
- António Pereira de Castro Norton de Matos (CDS)
- Abel Augusto de Almeida Carneiro (PPD)
- António Joaquim da Silva Amado Leite de Castro (PPD)
- António Roleira Marinho (PPD)
- Alberto Oliveira e Silva (PS)
- Manuel Alfredo Tito de Morais (PS)[nota 61]

(6 mandatos: PPD-4; PS-2)
- Amândio Anes de Azevedo (PPD)[nota 62]
- Fernando Adriano Pinto (PPD)
- Carlos Matos Chaves de Macedo (PPD)[nota 63]
- Orlandino de Abreu Teixeira Varejão (PPD)
- António José Gomes Teles Grilo (PS)
- Luís da Silva Lopes Roseira (PS)[nota 64]

(10 mandatos: PPD-6; PS-2; CDS-2)
- António Pais Pereira (CDS)[nota 65]
- Carlos Galvão de Melo (CDS)
- José António Carvalho Fernandes (CDS)
- Carlos Alberto Coelho de Sousa (PPD)
- Fernando Monteiro do Amaral (PPD)
- José Francisco Lopes (PPD)
- Maria Augusta da Silva Simões (PPD)
- Nuno Guimarães Taveira da Gama (PPD)
- Victor Manuel Freire Boga (PPD)
- Álvaro Monteiro (PS)
- João Alfredo Félix Vieira de Lima (PS)[nota 66]

(1 mandato: PPD)
- José Theodoro de Jesus da Silva (PPD)

## Organização e funcionamento da Assembleia Constituinte

### Comissão Nacional Instaladora da Assembleia Constituinte
Por Resolução do Conselho de Ministros de 9 de Maio, publicado no Diário do Governo n.º 112/1975, Série I de 15 de Maio, é criada a Comissão Nacional Instaladora da Assembleia Constituinte, com a função de propor ao Governo a organização dos serviços que irão assegurar as actividades de informação e relações públicas, o apoio à Presidência e eventuais comissões e o funcionamento do sector administrativo, bem como um secretariado que assegure a execução das disposições que forem tomadas e possa garantir o bom funcionamento das actividades de apoio à Assembleia Constituinte depois de cessarem as funções da Comissão Nacional Instaladora.
A Comissão tomou posse de imediato e seria dissolvida trinta dias após o início dos trabalhos da Assembleia Constituinte. No entanto, para obviar a inconvenientes que poderiam surgir com a cessação de funções dessa Comissão, o mandato desta é inicialmente prorrogado por mais trinta dias, pela Resolução do Conselho de Ministros de 1 de Julho de 1975, publicada no Diário do Governo n.º 158/1975, Série I de 11 de Julho, e depois deliberado por Resolução do Conselho de Ministros de 11 de Agosto, publicado no Diário do Governo n.º 194/1975, Série I de 23 de Agosto, que esta se mantenha em funções até ao termo dos trabalhos da Assembleia Constituinte.
Relativamente à remuneração dos membros da Comissão Nacional Instaladora da Assembleia Constituinte, estes recebiam, por cada reunião a que assistiam, uma senha, sendo o montante da senha de 150$00 (por reunião), segundo a Resolução do Conselho de Ministros de 20 de Maio de 1975, publicado no Diário do Governo n.º 126/1975, Série I de 2 de Junho.

### Regimento da Assembleia Constituinte
Devido à inexistência de um Regimento da Assembleia Constituinte, por Resolução do Conselho de Ministros de 30 de maio de 1975, publicada no Diário do Governo n.º 126/1975, 3º Suplemento, Série I de 2 de Junho, foi criado um regimento provisório, por forma a estabelecer as normas provisórias para a instalação e funcionamento inicial da Assembleia Constituinte até à entrada em vigor do respectivo Regimento.
O Regimento da Assembleia Constituinte, publicado no Diário da Assembleia Constituinte, suplemento ao n.º 12, de 1 de Julho de 1975, e com entrada em vigor no dia seguinte ao da sua publicação no Diário da Assembleia Constituinte (n.º 1 do artigo 84.º), definia a Assembleia Constituinte como a assembleia representativa do Povo Português para elaboração e aprovação da Constituição Política da República Portuguesa, e indicava como suas funções:
- Elaborar o seu Regimento;
- Eleger o Presidente[nota 67] e os demais membros da Mesa;
- Traçar o plano de elaboração da Constituição;
- Escolher deputações e constituir comissões, fixando os prazos em que estas devem realizar os seus trabalhos;
- Deliberar sabre os projectos e as propostas de alteração que lhe sejam apresentados e sobre os relatórios das comissões;
- Tomar as deliberações relativas a incapacidades, incompatibilidades, imunidades, regalias e direitos dos Deputados, previstos na Lei Eleitoral e neste Regimento.

No total, 87 artigos, subdivididos por VII Títulos, sendo estes ainda divididos em Capítulos, constituem o Regimento da Assembleia Constituinte. Ficaram assim delimitados o mandato, poderes, e direitos e deveres dos deputados, bem como a organização (Mesa, Comissões e Grupos Parlamentares) e funcionamento (reuniões, uso da palavra, deliberações e votações, e processo de aprovação de projectos constitucionais) da Assembleia.
Por forma a conferir eficácia a algumas normas contidas no Regimento da Assembleia Constituinte, e assim atender ao conteúdo do n.º 2 do artigo 84.º, do referido Regimento, foram publicados no Diário do Governo n.º 214/1975, Série I de 16 de Setembro, por Resolução do Conselho de Ministros de 23 de Agosto de 1975, 15 artigos, dependentes de tais formalidades.

### Secretariado da Assembleia Constituinte
Pelo Decreto-Lei n.º 370/75, de 16 de Julho, alterado pelo Decreto-Lei n.º 505/75, de 18 de Setembro, foi criado o Secretariado da Assembleia Constituinte. A este secretariado, exclusivamente constituído por funcionários públicos, foram-lhe atribuídas como principais funções prestar apoio administrativo e técnico considerados indispensáveis para o funcionamento da Assembleia Constituinte. Contudo, devido às características legais da própria Assembleia, o Secretariado cessou as suas funções após a Constituinte ter terminado a sua função, terminando também, automaticamente, com sua extinção, a comissão de serviço dos funcionários.

### Estatuto dos Deputados
O Regimento da Assembleia Constituinte, a 2 de julho de 1975, e a Resolução do Conselho de Ministros de 23 de Agosto de 1975 atribuiu aos deputados o seguinte:
- poderes: apresentar projectos de Constituição e de disposições constitucionais, propostas de alteração a textos em discussão, e propostas de alteração ao Regimento; usar da palavra, observando as disposições do presente Regimento; participar nas votações; fazer requerimentos; apresentar reclamações e protestos; e requerer os elementos, informações e publicações oficiais que considerem indispensáveis para o exercício do seu mandato;
- incompatibilidades: os funcionários do Estado e de outras pessoas colectivas públicas não podem exercer as respectivas funções durante o mandato de deputado; e o deputado que for nomeado membro do Governo perde o mandato e será substituído nos termos do presente Regimento;
- imunidades: não respondem civil, criminal ou disciplinarmente pelos votos e opiniões que emitirem no exercício das suas funções ou por causa delas; nenhum deputado poderá ser sujeito a prisão preventiva, a não ser em virtude de crime punível com pena maior e mediante autorização da Assembleia Constituinte; e movido procedimento criminal e indiciado este por despacho de pronúncia ou equivalente, fora do caso previsto no número anterior, a Assembleia decidirá se o Deputado deve ou não ser suspenso, para efeito do seguimento do processo;
- direitos: não podem ser jurados, peritos ou testemunhas sem autorização da Assembleia, que será ou não concedida após audiência do deputado; ficam adiados do cumprimento do serviço militar ou da mobilização civil; têm direito de livre trânsito e direito a passaporte especial nas suas deslocações oficiais ao estrangeiro; têm direito a cartão especial de identificação; têm direito aos subsídios que a lei prescrever;
- deveres: comparecer às sessões do Plenário e às das comissões a que pertençam (sob pena de perda de mandato até à quinta falta consecutiva ou décima quinta interpolada injustificada); desempenhar os cargos na Assembleia e as funções para que sejam designados, sob proposta dos respectivos partidos (se se inscreverem em partido diverso daquele em que se encontravam filiados aquando das eleições podem perder o mandato); participar nas votações.

O n.º 2 do artigo 13.º, do Decreto-Lei n.º 621-A/74, de 15 de Novembro, já tinha estabelecido que, para além de um cartão especial de identificação, os deputados à Assembleia Constituinte teriam direito a um subsídio que o Governo fixasse por decreto. Nestes termos, e porque se tornou necessário regular vários outros aspetos, pelo Decreto-Lei n.º 491/75, de 8 de Setembro, alterado pelo Decreto-Lei n.º 677/75, de 6 de Dezembro (sendo este último alterado, por sua vez, pelo Decreto-Lei n.º 142/76, de 19 de Fevereiro), o Governo decretou:
- todos os membros que compõem a Assembleia Constituinte têm direito a receber um subsídio mensal de 10000$00, recebendo ainda uma senha de presença, no montante de 300$00 diários, por cada dia de comparência aos trabalhos das comissões da Assembleia em que estiverem integrados;
- aos Secretários e Vice-Secretários da Mesa da Assembleia Constituinte, quando em efectividade de funções e não integrados em qualquer comissão, passa a ser abonado o subsídio de 200$00, a título de senha de presença, por cada sessão plenária;
- os deputados que residam fora da área metropolitana de Lisboa terão, durante os dias que tiverem de permanecer em Lisboa por motivo de funcionamento da Assembleia Constituinte, o subsídio mensal acrescido de um quantitativo igual à ajuda de custo que estiver fixada para a categoria A do funcionalismo público;
- os deputados que residam nos concelhos da área metropolitana de Lisboa serão abonadas ajudas de custo iguais a um terço do quantitativo relativo à letra A do funcionalismo público;
- os deputados eleitos pelas comunidades portuguesas de Macau e Moçambique, quando aí residam habitualmente e se tenham de deslocar a Lisboa para tomar parte nos trabalhos da Assembleia, têm direito a um subsídio diário de montante igual à ajuda de custo que estiver fixada para a categoria A do funcionalismo dos territórios ainda sob administração portuguesa
- os deputados eleitos pelas comunidades portuguesas de Macau e Moçambique que tiverem residência habitual em Portugal e se desloquem àqueles territórios, têm direito a receber um subsídio diário referido na alínea b) do artigo 42.º do Estatuto do Funcionalismo Ultramarino;
- todos os deputados à Assembleia Constituinte têm direito a transporte quando convocados para tomar assento na referida Assembleia, logo que esta encerre os seus trabalhos e sempre que tenham de deslocar-se para o desempenho de qualquer missão por ela confiada;
- durante o período de funcionamento da Assembleia, também os Deputados, quer residam no continente, quer nas ilhas adjacentes, poderão requisitar transporte entre a sua residência e a capital do País, quer nos fins-de-semana, quer nos períodos de interrupção dos trabalhos;
- os deputados eleitos pelas comunidades portuguesas de Macau e Moçambique e o Deputado eleito pelo círculo de emigrantes, ficam com direito a requisitar transporte, até uma vez por mês, para se deslocar aos círculos por onde foram eleitos;
- durante o funcionamento da Assembleia Constituinte os Deputados ficam com direito a expedir gratuitamente correspondência, sendo também gratuitos os telefonemas e telegramas que hajam de fazer ou expedir, se forem efectuados dentro das instalações da Assembleia ou por via da utilização da estação privativa.

O Decreto-Lei n.º 541-A/75, de 27 de Setembro, alterando a redacção do artigo 10.º, do Decreto-Lei n.º 621-A/75, de 15 de Novembro decretou também que a função de Deputado à Assembleia Constituinte não é compatível com a de membro do Governo Provisório. Assim sendo, se um candidato eleito para a Assembleia Constituinte optar pela permanência ou participação no Governo, estabelece o artigo 8.º, do Decreto-Lei n.º 621-C/74, de 15 de Novembro, que o mandato seja conferido ao candidato seguinte na ordem de precedência indicada na declaração de candidatura. Contudo, finda a incompatibilidade por cessação de funções do membro do Governo, tomará este assento na Assembleia Constituinte, cessando o mandato do Deputado da mesma lista que figura em último lugar na ordem de precedência constante da declaração de candidatura. 

## Composição da Assembleia Constituinte

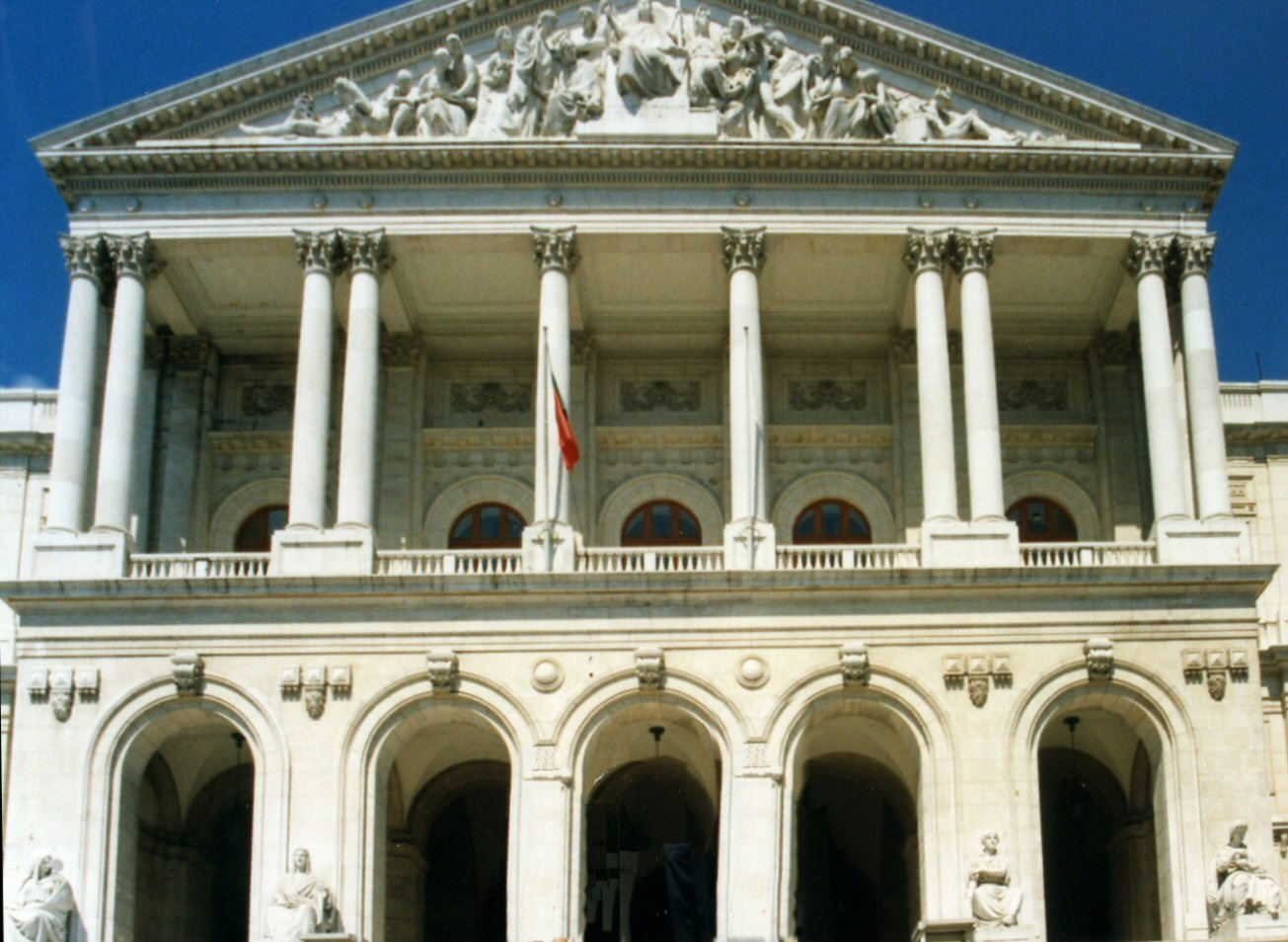
Fachada principal do Palácio de São Bento, onde reuniu a Assembleia Constituinte.

De acordo com os resultados obtidos nas eleições para a Assembleia Constituinte a 25 de abril de 1975, foram eleitos 250 deputados, integrantes das listas dos seguintes partidos:
| Partidos | Partidos                                            | Deputados | Votos     | Percentagem |
| -------- | --------------------------------------------------- | --------- | --------- | ----------- |
|          | Associação de Defesa dos Interesses de Macau (ADIM) | 1         | 1 622     | 0,03%       |
|          | Centro Democrático Social (CDS)                     | 16        | 434 879   | 7,61%       |
|          | Movimento Democrático Português (MDP/CDE)           | 5         | 236 318   | 4,14%       |
|          | Partido Comunista Português (PCP)                   | 30        | 711 935   | 12,46%      |
|          | Partido Popular Democrático (PPD)                   | 81        | 1 507 282 | 25,39%      |
|          | Partido Socialista (PS)                             | 116       | 2 162 972 | 37,87%      |
|          | União Democrática Popular (UDP)                     | 1         | 44 877    | 0,79%       |

Durante os dez meses de funcionamento da Assembleia Constituinte, alguns dos Deputados eleitos não chegaram a exercer funções, por razões várias (desde doença a incompatibilidade por desempenho de funções governamentais). Tal facto, levou a diversas substituições, o que veio a permitir que no total tivessem exercido mandato 311 deputados.

### Mesa da Assembleia Constituinte
Após a confirmação do mandato dos deputados eleitos por uma Comissão de Verificação de Poderes na primeira sessão de trabalho da Assembleia Constituinte (4 de Junho de 1975), na sessão seguinte, ou seja do dia 5 de junho, foi eleita a seguinte Mesa da Assembleia Constituinte:
- Presidente: Henrique Teixeira Queirós de Barros[nota 68] (PS);
- Vice-Presidentes: Vasco da Gama Fernandes (PS), Francisco Pinto Balsemão (PPD) e José Tavares Magro (PCP);
- Secretários: António Arnaut (PS), Carlos Coelho de Sousa (PPD) e José Manuel Maia Nunes de Almeida (PCP);
- Vice-Secretários: Alfredo Fernando Carvalho (PS) e Sebastião Dias Marques (PPD).

### Grupos Parlamentares
Os deputados da Assembleia Constituinte, "representantes de todo o povo português e não dos colégios eleitorais por que foram eleitos", segundo o seu Regimento, organizaram-se nos seguintes grupos parlamentares:
| Grupo Parlamentar                      | Grupo Parlamentar                                   | Líder do Partido | Líder do Grupo Parlamentar      | Deputados                                                                                   |
| -------------------------------------- | --------------------------------------------------- | --- | ------------------------------- | ------------------------------------------------------------------------------------------- |
|                                        | Partido Socialista (PS)                             | Mário Soares | Lopes Cardoso                   | 116                                                                                         |
|                                        | Partido Popular Democrático (PPD)                   | Francisco Sá Carneiro (maio '74 - maio '75) Emídio Guerreiro (maio - set. '75) Francisco Sá Carneiro (set. '75 - jan. '78) | Mota Pinto (maio - dez. '75)    | 81 (abril - dez. '75) 60 (dez. '75 - fev. '76) 65 (fev. - março '76) 64 (março - junho '76) |
| Barbosa de Melo (dez. '75 - abril '76) | Partido Popular Democrático (PPD)                   | Francisco Sá Carneiro (maio '74 - maio '75) Emídio Guerreiro (maio - set. '75) Francisco Sá Carneiro (set. '75 - jan. '78) |                                 | 81 (abril - dez. '75) 60 (dez. '75 - fev. '76) 65 (fev. - março '76) 64 (março - junho '76) |
|                                        | Independentes                                       | |                                 | 21 (dez. '75 - fev. '76) 16 (fev. - março '76) 17 (março - abril '76)                       |
|                                        | Partido Comunista Português (PCP)                   | Álvaro Cunhal | Octávio Pato                    | 30                                                                                          |
|                                        | Centro Democrático Social (CDS)                     | Freitas do Amaral | Víctor de Sá Machado            | 16                                                                                          |
|                                        | Movimento Democrático Português (MDP/CDE)           | José Manuel Tengarrinha |                                 | 5                                                                                           |
|                                        | União Democrática Popular (UDP)                     | João Pulido Valente | João Pulido Valente             | 1                                                                                           |
|                                        | Associação de Defesa dos Interesses de Macau (ADIM) | Diamantino de Oliveira Ferreira                                                                                            | Diamantino de Oliveira Ferreira | 1                                                                                           |

Durante a sessão n.º 92, em 10 de dezembro de 1975, um grupo de 20 deputados dissidentes do PPD, que renunciaram à qualidade de membros do partido devido a divergências internas, adotaram o estatuto de Deputados Independentes. Nos dias seguintes, Abel Carneiro e José Gomes de Almeida desvinculam-se do PPD, passando também a deputados independentes. Contudo, ainda durante o mês de dezembro, Coelho de Sousa regressa ao PPD e é reintegrado no respetivo grupo parlamentar. Em suma, em dezembro de 1975, 21 deputados do PPD transitam para deputados independentes.
Mais tarde, em fevereiro de 1976, mais cinco deputados são novamente reintegrados no grupo parlamentar do PPD. Nívea Cruz, em março de 1976, é a última deputada a desvincular-se do PPD e a tornar-se deputada independente.

## Trabalhos da Assembleia Constituinte
A Assembleia Constituinte durante a sua vigência realizou 132 sessões plenárias, sendo todas estas públicas. Destas, 108 foram dedicadas ao trabalho propriamente constituinte (discussão e votação do articulado que as comissões iam elaborando e propondo), e as 23 sessões sobrantes foram ocupadas do modo seguinte:
- 1 sessão solene inaugural;
- 2 sessões para verificação de poderes;
- 1 sessão para eleger a Mesa e nomear uma comissão para a elaboração de uma proposta de Regimento interno;
- 7 sessões para discussão e aprovação desse Regimento;
- 1 sessão para criar uma comissão encarregue de preparar uma proposta de sistematização da Constituição;
- 1 sessão para apresentação do parecer da comissão supramencionada;
- 9 sessões para discussão simultânea do referido parecer e dos projetos de Constituição elaborados e propostos por cada um dos seis Partidos representados na Assembleia (a última sessão aprovou a proposta de sistematização e designou as comissões especiais);
- 1 sessão de encerramento, onde foi assinado o decreto de promulgação da Constituição pelo Presidente da República Costa Gomes.[nota 72]

No total, foram ocupadas quase 500 horas pelas sessões plenárias. De todo este tempo, 280 horas destinaram-se à discussão e votação da Constituição, 90 às 23 sessões acima citadas, e as restantes destinaram-se aos "períodos antes da Ordem do Dia" (períodos durante os quais se procedia à leitura de correspondência, os Deputados formulavam requerimentos dirigidos aos diversos departamentos ministeriais, e expunham questões várias de política geral relacionadas com as conjunturas que o país ia atravessando).
Foram ainda criadas 13 comissões especiais (constituídas cada uma por 11 a 12 deputados), segundo Henrique de Barros "as verdadeiras redatoras do articulado constitucional", ocupando 1000 horas, em 327 sessões, à porta fechada.
Os trabalhos da Assembleia Constituinte e, consequentemente, o processo de elaboração da Constituição, podem ser analisados através do Diário da Assembleia Constituinte. Todavia, há que ter em atenção que o Diário reproduz, quase exclusivamente, os debates ocorridos no plenário da Assembleia, podendo ser difícil identificar a origem/justificação de alguns preceitos presentes na Constituição, pois tal debate, e subsequente elaboração, ocorreu predominantemente nas comissões. Tal, resulta do facto de as actas das Comissões não terem sido publicadas no Diário, não existindo, portanto, registos dos trabalhos das comissões, dos debates desenvolvidos, das propostas feitas, e das votações efectuadas, para além dos relatórios muito sucintos apresentados ao plenário a acompanhar os respectivos projectos, bem como das declarações de voto que acompanharam aqueles relatórios.

### Comissões
Para além da Comissão de Verificação de Poderes, que era eleita pela Assembleia Constituinte sempre que um ou mais deputados eram substituídos, por forma a verificar os "poderes dos candidatos a deputados" (ou seja, a observância das normas processuais das candidaturas a eleição e das regras materiais de elegibilidade), a Constituinte nomeou ainda mais 13 comissões:
| Comissão                                                      | Direção dos trabalhos                    | Direção dos trabalhos | Partido | Partido |
| ------------------------------------------------------------- | ---------------------------------------- | --------------------- | ------- | ------- |
| Comissão de Verificação de Poderes                            | Carlos Manuel Natividade da Costa Candal | Relator               |         | PS      |
| Comissão do Regimento da Assembleia Constituinte              | António Cândido Miranda Macedo           | Presidente            |         | PS      |
| Comissão do Regimento da Assembleia Constituinte              | Aquilino Ribeiro Machado                 | Relator               |         | PS      |
| Comissão do Regimento da Assembleia Constituinte              | Jorge Manuel Moura Loureiro de Miranda   | Relator               |         | PPD     |
| Comissão de Sistematização da Constituição                    | Nuno Aires Rodrigues dos Santos          | Presidente            |         | PPD     |
| Comissão de Sistematização da Constituição                    | Vital Martins Moreira                    | Secretário            |         | PCP     |
| Comissão de Sistematização da Constituição                    | João Alfredo Félix Vieira de Lima        | Relator               |         | PS      |
| Comissão dos Princípios Fundamentais                          | António Moreira Barbosa de Melo          | Presidente            |         | PPD     |
| Comissão dos Princípios Fundamentais                          | Maria Alda Nogueira                      | Secretária            |         | PCP     |
| Comissão dos Princípios Fundamentais                          | João Alfredo Félix Vieira de Lima        | Relator               |         | PS      |
| Comissão dos Direitos e Deveres Fundamentais (Títulos I e II) | Alberto Marques de Oliveira e Silva      | Presidente            |         | PS      |
| Comissão dos Direitos e Deveres Fundamentais (Títulos I e II) | José Pinheiro Lopes de Almeida           | Secretário            |         | PCP     |
| Comissão dos Direitos e Deveres Fundamentais (Títulos I e II) | Manuel da Costa Andrade                  | Relator               |         | PPD     |
| Comissão dos Direitos e Deveres Fundamentais (Título III)     | José Manuel Niza Antunes Mendes          | Presidente            |         | PS      |
| Comissão dos Direitos e Deveres Fundamentais (Título III)     | Hilário Manuel Marcelino Teixeira        | Secretário            |         | PCP     |
| Comissão dos Direitos e Deveres Fundamentais (Título III)     | Mário Campos Pinto                       | Relator               |         | PPD     |
| Comissão da Organização Económica                             | António Carlos Ribeiro de Campos         | Presidente            |         | PS      |
| Comissão da Organização Económica                             | Manuel Mendes Nobre de Gusmão            | Secretário            |         | PCP     |
| Comissão da Organização Económica                             | Alfredo António de Sousa                 | Relator               |         | PPD     |
| Comissão da Organização do Poder Político                     | Olívio da Silva França                   | Presidente            |         | PPD     |
| Comissão da Organização do Poder Político                     | Vital Martins Moreira                    | Secretário            |         | PCP     |
| Comissão da Organização do Poder Político                     | Carlos Manuel Natividade da Costa Candal | Relator               |         | PS      |
| Comissão dos Tribunais                                        | Fernando Monteiro do Amaral              | Presidente            |         | PPD     |
| Comissão dos Tribunais                                        | José Pinheiro Lopes de Almeida           | Secretário            |         | PCP     |
| Comissão dos Tribunais                                        | António José de Sousa Pereira            | Relator               |         | PS      |
| Comissão do Poder Local                                       | Aquilino Ribeiro Machado                 | Presidente            |         | PS      |
| Comissão do Poder Local                                       | Francisco Miguel Duarte                  | Secretário            |         | PCP     |
| Comissão do Poder Local                                       | Pedro Manuel Cruz Roseta                 | Relator               |         | PPD     |
| Comissão das Regiões Autónomas                                | Jaime Gama                               | Presidente            |         | PS      |
| Comissão das Regiões Autónomas                                | João Bosco S. Mota Amaral                | Secretário            |         | PPD     |
| Comissão das Regiões Autónomas                                | Emanuel Nascimento Santos Rodrigues      | Relator               |         | PPD     |
| Comissão das Disposições Finais e Transitórias                | Álvaro Monteiro                          | Presidente            |         | PS      |
| Comissão das Disposições Finais e Transitórias                | António José Sanches Esteves             | Secretário            |         | PS      |
| Comissão das Disposições Finais e Transitórias                | António Moreira Barbosa de Melo          | Relator               |         | PPD     |
| Comissão do Preâmbulo                                         | Sophia de Melo Breyner Andresen Tavares  | Presidente            |         | PS      |
| Comissão do Preâmbulo                                         | Armando António Correia                  | Secretário            |         | PPD     |
| Comissão do Preâmbulo                                         | Manuel Alegre de Melo Duarte             | Relator               |         | PS      |
| Comissão de Redação Final                                     | António Cândido Miranda Macedo           | Presidente            |         | PS      |
| Comissão de Redação Final                                     | Jorge Manuel Moura Loureiro de Miranda   | Secretário            |         | PPD     |
| Comissão de Redação Final                                     | Jorge Manuel Moura Loureiro de Miranda   | Relator               |         | PPD     |
| Comissão de Redação Final                                     | Carlos Cardoso Lage                      | Relator               |         | PS      |
| Comissão de Redação Final                                     | Vital Martins Moreira                    | Relator principal     |         | PCP     |

De acordo com o seu Regimento, e tentando reproduzir as relações de voto existentes no plenário da Assembleia, as comissões eram compostas por 4 deputados do PS, 3 do PPD, 2 do PCP, 1 do CDS e 1 do MDP/CDE, podendo os deputados únicos da UDP e da ADIM requerer a sua inclusão em qualquer comissão.
Às comissões, não minimizando o trabalho do plenário, coube-lhes a elaboração da maior parte das matérias constantes na Constituição da República Portuguesa. Estas não se limitaram só a dar parecer sobre os vários projectos de Constituição apresentados pelos partidos, elaboraram elas um texto alternativo, que apresentaram como proposta autónoma ao plenário, e que, em alguns casos, ia muito além quanto ao desenvolvimento das matérias abrangidas (destacam-se aqui as comissões das regiões autónomas, do poder local, e da revisão constitucional). Para além disso, quando surgiam dificuldades em encontrar consenso no plenário, as questões era remetidas novamente à comissão para esta elaborar uma nova proposta. A estes factos acresce ainda que, foi a última das comissões que procedeu à redação e harmonização do texto final da Constituição, que não se restringiu à redação propriamente dita, tendo introduzido, quer ao nível da sistematização, quer em determinadas soluções, algumas alterações substanciais.
Este papel de tão grande relevância das comissões na elaboração da Constituição deveu-se principalmente a: não ter havido uma votação dos projectos de Constituição dos partidos na generalidade, não tendo existido uma opção por nenhum deles como texto-base; ter sido necessário um compromisso em relação a cada um dos preceitos constitucionais, pois não existia uma maioria monopartidária capaz de os fazer aprovar por si só, nem haver uma coligação formal para esse efeito tornando; não ter havido uma discussão, em plenário, sobre cada parte ou capitulo da Constituição (antes do parecer da respectiva comissão), e os projectos de Constituição serem omissos ou demasiado sumários em alguns aspetos, o que resultou numa maior liberdade de trabalhos; e determinados acontecimentos terem desactualizado algumas matérias dos projectos originariamente apresentados, obrigando as comissões a reformular os respectivos capítulos constitucionais (nomeadamente, a revogação da primeira plataforma de acordo constitucional que obrigou a alterações na organização do poder político).

#### Trabalhos das Comissões
Sempre que um ou mais deputados eram substituídos (e.g.: 4 de dezembro de 1975; 16 de janeiro de 1976) era constituída nova Comissão de Verificação de Poderes, tendo havido, ao longo do tempo, algumas alterações na sua composição.
Composição da Comissão de Verificação de Poderes, a 3 de junho de 1975: 
- Carlos Manuel Natividade da Costa Candal (PS)
- Manuel João Vieira (PS)
- João Alfredo Félix Vieira de Lima (PS)
- Francisco Manuel Marcelo Monteiro Curto (PS)
- Luís Argel de Melo e Silva Biscaia (PPD)
- Artur Videira Pinto da Cunha Leal (PPD)
- Fernando Monteiro do Amaral (PPD)
- Luís Manuel Alves de Campos Catarino (MDP/CDE)
- José Pinheiro Lopes de Almeida (PCP)
- Ângelo Matos Mandes Veloso (PCP)
- António Francisco de Almeida (CDS)
- Diamantino de Oliveira Ferreira (ADIM)

Duração: 6 a 12 de junho de 1975.
Objetivos: reunir num texto único e coerente todas as contribuições consideradas válidas para o Regimento da Assembleia Constituinte.
Composição da Comissão:
- António Macedo (PS)
- Carlos Candal (PS)
- Luís Filipe Madeira (PS)
- Aquilino Ribeiro Machado (PS)
- Jorge Miranda (PPD)
- Leonardo Ribeiro de Almeida (PPD)
- Manuel da Costa Andrade (PPD)
- Basílio Horta (CDS)
- Ângelo Veloso (PCP)
- José Lopes de Almeida (PCP)
- Luís Catarino (MDP/CDE)
- Diamantino de Oliveira Ferreira (ADIM)

Duração: 26 e 30 de junho, e 1, 2 e 3 de julho de 1975.
Assuntos tratados: esquema geral da sistematização da Constituição.
Composição da Comissão:
- João Alfredo Félix Vieira de Lima (PS)
- Carlos Cardoso Laje (PS)
- José Manuel de Medeiros Ferreira (PS)
- Mário Augusto Sottomayor Cardia (PS)
- Nuno Aires Rodrigues dos Santos (PPD)
- Amândio Anes de Azevedo (PPD)
- Jorge Manuel Moura Loureiro de Miranda (PPD)
- Vital Martins Moreira (PCP)
- Maria Alda Nogueira (PCP)
- Basílio Adolfo Mendonça Horta da Franca (CDS)
- José Manuel Marques do Carmo Mendes Tengarrinha (MDP/CDE)
- Diamantino de Oliveira Ferreira (ADIM)

Substituições ocasionais: 
- José Pinheiro Lopes de Almeida (PCP)

Duração: 25, 28, 29, 30 e 31 de julho de 1975.
Assuntos tratados: discussão das matérias respeitantes à definição do Estado, à soberania, à cidadania, ao território e aos símbolos, à unidade, organização e funções do Estado e às relações internacionais.
Composição da Comissão:
- João Alfredo Félix Vieira de Lima (PS)
- António Fernando Marques Ribeiro Reis (PS)
- José Manuel de Medeiros Ferreira (PS)
- Manuel Alegre de Melo Duarte (PS)
- António Moreira Barbosa de Melo (PPD)
- Artur Videira Pinto da Cunha Leal (PPD)
- Pedro Manuel Cruz Roseta (PPD)
- Maria Alda Nogueira (PCP)
- António Dias Lourenço da Silva (PCP)
- Adelino Manuel Lopes Amaro da Costa (CDS)
- José Manuel Marques do Carmo Mendes Tengarrinha (MDP/CDE)
- Diamantino de Oliveira Ferreira (ADIM)

Duração: 29, 30 e 31 de julho, e 1, 4, 5, 6, 7, 8, 11, 12, 28 e 29 de agosto de 1975.
Assuntos tratados:
- Princípios gerais (o princípio da igualdade perante a lei, da não tipicidade dos direitos fundamentais, o carácter vinculativo das normas que os tutelam, bem como o carácter excepcional das normas que os limitam)
- Direitos, liberdades e garantias - normas constitucionais sobre a protecção dos valores e liberdades fundamentais.

Composição da Comissão:
- Alberto Marques de Oliveira e Silva (PS)
- Joaquim Antero Romero Magalhães (PS)
- José Luís do Amaral Nunes (PS)
- Mário António da Mota Mesquita (PS)
- Manuel da Costa Andrade (PPD)
- António Joaquim da Silva Amado Leite de Castro (PPD)
- José Augusto Seabra (PPD)
- José Pinheiro Lopes de Almeida (PCP)
- Hipólito Fialho dos Santos (PCP)
- Basílio Adolfo Mendonça Horta (CDS)
- Luís Manuel Alves de Campos Catarino (MDP/CDE)

Duração: 6, 8, 12, 13, 14, 19, 20, 21, 22, 25, 26, 27, 28, 29 de agosto e 1, 2, 3, 4, 5 e 8 de setembro de 1975 (em alguns destes dias ocorreram duas ou três sessões).
Assuntos tratados:
- direitos e deveres económicos (direito ao trabalho, direitos dos trabalhadores, comissões de trabalhadores, participação dos trabalhadores, greve, lock-out, sindicatos, iniciativa privada e propriedade privada);
- direitos e deveres sociais (segurança social, saúde, política de diminuídos, terceira idade, infância e juventude, qualidade de vida e ambiente, família, maternidade e habitação);
- deveres e direitos culturais (cultura, ensino, educação, investigação e criação intelectual e artística, política científica e tecnológica, cultura física e desporto).

Composição da Comissão:
- Francisco Manuel Marcelo Monteiro Curto, substituído por Amarino Peralta Sabino (PS)
- Alfredo Fernandes de Carvalho (PS)
- José Manuel Niza Antunes Mendes (PS)
- Manuel Joaquim Paiva Pereira Pires (PS)
- Mário Campos Pinto (PPD)
- António Martelo de Oliveira (PPD)
- José António Nunes Furtado Fernandes (PPD)
- Hilário Manuel Marcelino Teixeira (PCP)
- Jerónimo Carvalho de Sousa, substituído por Avelino António Pacheco Gonçalves (PCP);
- Vítor António Augusto Nunes Sá Machado (CDS)
- Manuel Domingos Sousa Pereira (MDP/CDE)

Substituições ocasionais: 
- Abílio de Freitas Lourenço (PPD)
- António Júlio Simões Aguiar (PPD)
- Amândio Aires de Azevedo (PPD)
- José Bento Gonçalves (PPD)
- Cristóvão Guerreiro Nobre (PPD)
- Luís Manuel Alves de Campos Catarino (MDP/CDE)

Duração: 7 de agosto a 19 de novembro de 1975.
Assuntos tratados:
- enunciar os.princípios gerais que da organização económica do País;
- definição dos sectores de propriedade: 1) propriedade estatal - a propriedade e a gestão são estatais ou para estatais; 2) propriedade social - a posse útil e a gestão pertencem aos trabalhadores; 3) propriedade privada.
- o Plano;
- Reforma agrária;
- delinear as estruturas e directivas genéricas do sistema financeiro e fiscal.

Composição da Comissão:
- António Lopes Cardoso, substituído por António Carlos Ribeiro de Campos (PS)
- Carlos Cardoso Lage (PS)
- José Fernando da Silva Lopes (PS)
- Aquilino Ribeiro Machado (PS)
- Alfredo António de Sousa (PPD)
- Amândio Anes de Azevedo (PPD)
- António Júlio Simões de Aguiar (PPD)
- Manuel Mendes Nobre de Gusmão (PCP)
- Joaquim Diogo Velez (PCP)
- Manuel Raimundo Ferreira dos Santos Pires de Morais (CDS)
- Manuel Domingos Sousa Pereira (MDP/CDE)

Duração: 6 de agosto a 20 de novembro de 1975 (38 sessões).
Assuntos tratados:
- Princípios gerais [da organização do Poder Político];
- Presidente da República;
- Conselho da Revolução;
- Assembleia do MFA;
- Assembleia Legislativa, ou Assembleia Legislativa Popular, ou Câmara dos Deputados;
- Governo;
- Administração Pública;
- Forças Armadas.

Composição da Comissão:
- Álvaro Monteiro (PS)
- António José Sanches Esteves (PS)
- António Alberto Correia Mota Prego Faria (PS)
- Carlos Manuel Natividade da Costa Candal (PS)
- Jorge Manuel Moura Loureiro de Miranda (PPD)
- Marcelo Nuno Duarte Rebelo de Sousa (PPD)
- Olívio da Silva França (PPD)
- José Manuel Maia Nunes de Almeida (PCP)
- Vital Martins Moreira (PCP)
- Carlos Galvão de Melo (CDS)
- Orlando José de Campos Marques Pinto (MDP/CDE)

Substituições (ocasionais e permanentes): 
- Emídio Pedro Águedo Serrano (PS)
- Arnaldo Ângelo de Brito Lhamas (PPD)
- Mário José Pimentel Saraiva Salvado (PPD)
- Fernando Alberto Matos Ribeiro da Silva (PPD)
- Rúben Raposo (PPD)
- José Theodoro da Silva (PPD)
- António Roleira Marinho (PPD)
- Emílio Leitão Paulo (CDS)
- Álvaro Ribeiro Monteiro (MDP/CDE)
- Levy Casimiro Baptista (MDP/CDE)

Duração: 6, 13, 22, 27 e 28 de agosto, 3, 10, 12, 17, 18, 24, 25 e 26 de setembro, 8, 9, 10, 15, 16, 17, 24 e 29 de outubro, 5, 12 e 19 de novembro e 4, 5, 9 e 10 de dezembro de 1975.
Assuntos tratados:
- fixar as linhas mestras de organização judiciária;
- reorganização do Ministério Público.

Composição da Comissão:
- Adelino Augusto Miranda de Andrade (PS)
- António José de Sousa Pereira (PS)
- Manuel João Vieira (PS)
- Mário de Deus Branco (PS)
- Afonso de Sousa Freire Moura Guedes, substituído por Carlos Francisco Cerejeira Pereira Bacelar (PPD)
- Fernando Monteiro do Amaral (PPD)
- Luís Fernando Argel de Melo e Silva Biscaia (PPD)
- Adriano Lopes da Fonseca, substituído por Fernando dos Santos Pais (PCP)
- José Alves Tavares Magro, substituído por José Pinheiro Lopes de Almeida (PCP)
- António Francisco de Almeida (CDS)
- Luís Manuel Alves de Campos Catarino (MDP/CDE)

Substituições ocasionais: 
- Armando António Correia (PPD)
- João Baptista Machado (PPD)
- Fernanda Peleja Patrícia (PCP)
- Vital Mártires Moreira (PCP)
- Manuel Joaquim de Sousa Pereira (MDP/CDE)
- Manuel Direis Jacinto (MDP/CDE)

Duração: 17 de setembro de 1975 a 12 de janeiro de 1976 (32 sessões).
Assuntos tratados: soluções de restauração da democracia local.
Composição da Comissão:
- Armando Assunção Soares (PS)
- Aquilino Ribeiro Machado (PS)
- Luís Filipe Nascimento Madeira (PS)
- Maria Teresa do Vale de Matos Madeira Vidigal (PS)
- Fernando Adriano Pinto, substituído por Pedro Manuel Cruz Roseta (PPD)
- José Casimiro Crespo dos Santos Cobra, substituído por Rúben José de Almeida Martins Raposo (PPD)
- Vítor Manuel Freire Boga, substituído por António Moreira Barbosa de Melo (PPD)
- Fernando dos Santos Pais, substituído por Herculano Henriques Cordeiro de Carvalho (PCP)
- José Alves Tavares Magro, substituído por Francisco Miguel Duarte (PCP)
- Francisco Manuel Lopes Vieira de Oliveira Dias (CDS)
- Álvaro Ribeiro Monteiro (MDP/CDE)

Substituições ocasionais: 
- Carlos Alberto Andrade Neves (PS)
- Manuel Pereira Dias (PS)
- José Luís Amaral Nunes (PS)
- Miguel Florentino Guedes de Macedo (PPD)
- Adriano Lopes da Fonseca (PCP)
- Avelino António Pacheco (PCP)
- Vital Martins Moreira (PCP)
- Hilário Manuel Marcelino Teixeira (PCP)
- Francisco Luís Sá Malheiro (CDS)

Duração: 13, 20 e 29 de agosto, 11 e 24 de setembro, 1, 2, 15, 16, 23 e 24 de outubro, e 12 de novembro de 1975; e 10, 11, 12 e 16 de março de 1976.
Assuntos tratados: definição do regime autónomo dos Açores e da Madeira.
Composição da Comissão:
- Jaime Gama (PS)
- Nuno Maria Godinho de Matos (PS)
- Mário de Castro Pina Correia (PS)
- António Alberto Monteiro de Aguiar (PS)
- João Bosco S. Mota Amaral (PPD)
- Américo Natalino Pereira Viveiros (PPD)
- Emanuel Nascimento Santos Rodrigues (PPD)
- José Manuel da Costa Carreira Marques (PCP)
- Eugénio de Jesus Domingues (PCP)
- Maria José Paulo Sampaio (CDS)
- Orlando Marques Pinto (MDP/CDE)

Duração: 17, 18, 23, 24, 25, 26, 27 e 28 de março de 1976 (14 sessões).
Assuntos tratados:
- direito constitucional transitório: 1) modo de entrada em funcionamento dos principais órgãos previstos na Constituição; 2) o destino das leis constitucionais em vigor depois do 25 de abril; 3) os problemas de ordem jurídica ordinária pré-constitucional perante o novo quadro institucional e valorativo definido pela Constituição;
- disposições finais - formular as normas reguladoras do processo de conclusão do acto jurídico que é a Constituição, fixar as disposições finais atinentes à assinatura, à promulgação e publicação, e à data de entrada em vigor da Constituição.

Composição da Comissão:
- Alberto Marques de Oliveira e Silva (PS)
- Álvaro Monteiro (PS)
- António José Sanches Esteves (PS)
- Emídio Pedro Águedo Serrano (PS)
- António Moreira Barbosa de Melo (PPD)
- José Gonçalves Sapinho (PPD)
- Nuno Aires Rodrigues dos Santos (PPD)
- Fernanda Beleja Patrício (PCP)
- Vital Martins Moreira (PCP)
- Augusto Lopes Laranjeira (CDS)
- Levy Casimiro Baptista (MDP/CDE)
- Diamantino de Oliveira Ferreira (ADIM)

Substituições ocasionais: 
- Carlos Cardoso Lage (PS)
- Carlos da Costa Candal (PS)
- José Luís Nunes (PS)
- Mário Sottomayor Cardia (PS)
- José Ferreira Júnior (PPD)
- Adriano Lopes da Fonseca (PCP)
- Eugénio de Jesus Domingues (PCP)
- José Manuel Carreira Marques (PCP)
- Rogério Lopes Ferreira (PCP)
- Orlando José Marques Pinto (MDP/CDE)
- Luís Catarino (MDP/CDE).

Duração: 25, 26 e 30 de março de 1976.
Assuntos tratados: redação do texto do Preâmbulo da Constituição.
Composição da Comissão:
- Sophia de Melo Breyner Andresen Tavares (PS)
- Manuel Alegre de Melo Duarte (PS)
- João Pedro Miller Lemos Guerra (PS)
- Mário Augusto Sotto Mayor Leal Cardia (PS)
- Armando António Correia (PPD)
- Afonso de Sousa Freire de Moura Guedes (PPD)
- Miguel Florentino Guedes de Macedo (PPD)
- Manuel Mendes Nobre de Gusmão (PCP)
- José Manuel da Costa Carreira Marques (PCP)
- Francisco Luís de Sá Malheiro (CDS)
- Orlando José de Campos Pinto (MDP/CDE)

Duração: 5 de fevereiro a 1 de abril de 1976 (37 sessões);
Assuntos tratados:
- harmonização sistemática (numeração dos capítulos e artigos, colocação de preceitos e eliminação de repetições, resolução de problemas devido à introdução ou supressão de capítulos não incluídos na sistematização aprovada anteriormente);
- homogeneização terminológica do texto;
- correcção e melhoria da forma literária.

Composição da Comissão:
- António Macedo (PS)
- António Reis (PS)
- Carlos Laje (PS)
- Carlos Cendal (PS)
- Alfredo de Sousa (PPD)
- Fernando Roriz (PPD)
- Jorge Miranda (PPD)
- Avelino Gonçalves (PCP)
- Vital Moreira (PCP)
- Levy Baptista (MDP/CDE)
- Sá Machado (CDS)

Substituições ocasionais: 
- Manuel Ramos (PS)
- Tinoco de Faria (PS)
- Oliveira e Silva (PS)
- José Luís Nunes (PS)
- António Arnaut (PS)
- Barbosa do Melo (PPD)
- Pedro Roseta (PPD)
- Armando Correia (PPD)
- Bento Gonçalves (PPD)
- Simões de Aguiar (PPD)
- Mário Pinto (PPD)
- Armando Rodrigues (PPD)
- Leite de Castro (PPD)
- Carreira Marques (PCP)
- Fernando Pais (PCP)
- Adriano Fonseca (PCP)
- Maia de Almeida (PCP)
- Oliveira Dias (CDS)
- Norton de Matos (CDS)
- Sá Malheiro (CDS)
- Álvaro Monteiro (MDP/CDE)
- José Augusto Silva (INDEP.)
- Mota Pinto (INDEP.)

### Sessões plenárias
Entre 2 de junho de 1975 e 2 de abril de 1976, a "Ordem do Dia" das sessões plenárias da Assembleia Constituinte centraram-se nos seguintes acontecimentos:

#### Sessão inaugural
No dia 2 de junho de 1975, às 16 horas e 12 minutos, o Presidente Interino da Assembleia Constituinte, Henrique de Barros, toma a palavra para declarar aberta a sessão inaugural do primeiro Parlamento português eleito por sufrágio universal. Estiveram presentes, entre outros, o Presidente da República General Costa Gomes, que também discursou (fazendo menção à Plataforma Constitucional MFA-Partidos), o Primeiro-Ministro General Vasco Gonçalves e o representante do Chefe do Estado-Maior das Forças Armadas Vice-Almirante Pinheiro de Azevedo. Henrique de Barros usa novamente da palavra, às 16 horas e 35 minutos, para encerrar a sessão. 

#### Confirmação do mandato dos deputados eleitos
A 4 de junho de 1975, foi aprovado o relatório da Comissão de Verificação de Poderes, confirmando o mandato dos deputados eleitos em 25 de Abril de 1975.

#### Eleição da Mesa da Assembleia Constituinte
Na sessão nº 3, em 5 de junho de 1975, foi eleita para a Mesa da Assembleia Constituinte a proposta conjunta dos grupos parlamentares do PCP, PPD e PS.

#### Regimento da Assembleia Constituinte
Nesse mesmo dia, a 5 de junho, é aprovada uma proposta do PS relativa à criação da Comissão do Regimento. Ainda nessa sessão, ficou decidido por unanimidade dar como prazo para apresentação do Projecto de Regimento o dia 12 desse mês. Nas sessões plenárias de 16 a 23 de junho de 1975, foi discutido o Regimento da Assembleia Constituinte. Tendo sido, na primeira sessão referida, aprovado na generalidade o projecto de Regimento e, na segunda sessão, concluído o debate e votado na especialidade o texto final do referido Regimento.

#### Projectos de Constituição
A Assembleia Constituinte definiu o dia 1 de julho de 1975 como data limite para apresentação dos projectos de Constituição pelos seis partidos políticos com assento parlamentar (CDS, MDP/CDE, PCP, PPD, PS e UDP). Logo na primeira sessão após esta data, a 4 de julho, iniciou-se o debate na generalidade sobre a proposta global de sistematização da Constituição. A este debate, a partir de 8 de julho e até dia 23 desse mês, foi acrescida a discussão na generalidade dos projetos de Constituição. A 24 de julho, foi aprovada a proposta de sistematização geral da Constituição, apresentada pela Comissão de Sistematização.

#### "Princípios Fundamentais"
No plenário de 31 de julho de 1975, foi apresentado o parecer da Comissão dos "Princípios Fundamentais", iniciando-se o respectivo debate na generalidade, tendo o parecer sido aprovado (com 188 votos a favor, 1 contra e 16 abstenções), a 6 de agosto. A discussão e votação na especialidade iniciou-se na sessão seguinte (7 de agosto) e concluiu-se no dia 12 de agosto.

#### "Princípios gerais" e "Direitos, liberdades e garantias"
Ainda na sessão n.º 29, em 12 de agosto, foi apresentado o parecer da Comissão sobre "Direitos e Deveres Fundamentais"- Títulos I e II, iniciando-se, na sessão seguinte, o debate na generalidade. A aprovação na generalidade do parecer da Comissão dos "Direitos e Deveres Fundamentais"- Títulos I e II (com 2 votos contra e 11 abstenções), ocorreu a 19 de agosto, iniciou-se nesse mesmo dia o debate na especialidade, que durou até 9 de setembro.

#### "Direitos e Deveres Económicos, Sociais e Culturais"
Nos dias 9 e 10 de setembro de 1975 ocorreu, respetivamente, a apreciação do parecer e relatório da Comissão sobre "Direitos e Deveres Económicos, Sociais e Culturais", e o debate na generalidade, tendo a aprovação do parecer (com 3 votos contra e 2 abstenções) sido feita na sessão de dia 12 de setembro. Dia esse em que se iniciou também o debate na especialidade. O debate e votação na especialidade apenas terminou a 21 de outubro. 

#### "Organização Económica"
O parecer e relatório da Comissão sobre "Organização Económica" foi apresentado em 16 de outubro, o debate na generalidade iniciado a 21, e a aprovação do parecer (com 155 votos a favor e 11 contra) e inicio do debate na especialidade a 24 desse mês. No dia 19 de novembro, foi concluída a discussão e votação na especialidade.

#### "Organização do Poder Político"
Também a 21 de novembro, foi divulgado o articulado proposto pela Comissão sobre "Organização do Poder Político", mas, devido à falta de quórum necessário para o prosseguimento da apreciação da decisão da Mesa os trabalhos foram adiados para o plenário seguinte e a sessão encerrada. No entanto, no dia 25 de novembro de 1975, devido à tentativa de Golpe Militar, aprovou-se uma moção que suspendeu o funcionamento da Assembleia Constituinte, sendo que o reinício dos trabalhos teve lugar apenas a 2 de dezembro, dia em que foi aprovado o relatório e parecer da Comissão da "Organização do Poder Político", e se iniciou o debate na generalidade. Na sessão de 10 de dezembro, deu-se por concluído o debate na generalidade dobre o relatório da Comissão da "Organização do Poder Político". Contudo, a votação foi suspensa, por forma a serem incidas diligências junto do Conselho da Revolução para se proceder a uma revisão da Plataforma de Acordo Constitucional.

## Fórum político
A Assembleia Constituinte tinha apenas a incumbência de elaborar e aprovar a Constituição, o que acabou por acontecer com a  aprovação da Constituição da República Portuguesa de 1976, a 2 de Abril de 1976, dez meses depois de ter sido eleita e iniciados os trabalhos. Contudo, apesar de não ter competências de fiscalização política ou mesmo legislativas (tal não aconteceu com as anteriores), foi um importante fórum político que serviu para condensar a discussão sobre a política social e económica do país, sendo para tal reservando o período inicial de cada sessão (período de "antes da Ordem do Dia").

### Independência das Províncias Ultramarinas
No "período antes da ordem do dia" da sessão de 24 de junho de 1975, é assinalada a independência de Moçambique, a ser proclamada no dia seguinte (25 de junho), através da leitura de um telegrama enviado pelo Presidente da Assembleia Constituinte ao Presidente de Moçambique, Samora Machel. Da mesma forma, a 4 de julho, Henrique de Barros anunciou à Constituinte que no dia seguinte iria enviar um telegrama à Assembleia Nacional do Povo de Cabo Verde felicitando a antiga colónia portuguesa pela próxima independência (proclamada a 5 de julho). A independência de S. Tomé e Princípe foi também mencionada, a 10 de julho (apesar de a proclamação ter sido dia 12), pela leitura de um telegrama de felicitações que o Presidente da Assembleia Constituinte enviou à Assembleia de S. Tomé e Príncipe. Já a 11 de novembro, dia da proclamação da independência de Angola, esta foi marcada por um debate na Câmara, no "período antes da ordem do dia".

### Aliança Povo-MFA
Apresentado a 8 de julho de 1975, pela Assembleia do MFA, o Documento-Guia da Aliança Povo-MFA fortalecia a posição do Conselho da Revolução (“órgão máximo da soberania nacional”), que tutelava uma Assembleia Popular Nacional bicameral, constituída pela Assembleia do MFA e por uma assembleia civil. Esta última assembleia, em contra-mão com o Pacto MFA-Partido e o seu próprio "Plano de Acção Política", que havia sido divulgado a 21 de junho, eliminava a participação dos partidos políticos como tais, bem como a eleição directa por sufrágio universal, ou seja, a formação da Assembleia Nacional cívil passaria elaborar-se da seguinte forma: as Comissões de Moradores e de Trabalhadores (e/ou outras organizações de base popular) formariam Assembleias Populares Locais ou de Freguesia; estas, por sua vez, criariam Assembleias Municipais, e assim sucessivamente até à Assembleia Popular Nacional. Contudo, todo este processo seria acompanhado e "incentivado" de perto pelo MFA, como "movimento suprapartidário", começando a sua "participação física" nas Assembleias Municipais e Distritais, através dos delegados das Assembleias de Unidades do Exército, Marinha, Força Aérea e Forças de Segurança (ADU'S). Nas Assembleias Regionais essa atividade seria desempenhada pelas ADR'S e, por fim, na Assembleia Nacional pela Assembleia do MFA. Resumidamente, a Assembleia Popular Nacional resultava da constituição de sucessivas assembleias, a partir de comissões de moradores e de trabalhadores, cuja devoção revolucionária era previamente estabelecida pelo MFA.

#### Consequências
No dia 10 de julho, partidos e outros grupos de extrema-esquerda organizaram uma manifestação de apoio ao "Documento-Guia", tendo sido recebidos por Costa Gomes e Vasco Gonçalves, que discursaram (foram visíveis, no entanto, as diferenças de conteúdo dos dois discursos). Ainda nesse mesmo dia, o jornal "República", um dos poucos órgãos de informação não comunista, reaparece orientado por uma "Comissão Coordenadora de Trabalhadores", após ter sido, a 19 de maio, ocupado pelos trabalhadores de extrema-esquerda e Raul Rêgo, socialista, afastado da direção (originando o Caso República, caso que veio a ter grande repercussão internacional).
Todavia, este Documento gerou de imediato fortes protesto por parte do PS, PPD e CDS visíveis, quer no debate do período "antes da ordem do dia" das sessões n.º 14 e 15, em 10 e 11 de julho, respetivamente, quer pelo abandono dos ministros do PS do IV Governo Provisório, a 10 de julho, e do PPD, uma semana depois, como forma de protesto pela ocupação do "República" e pelo "Documento-Guia".
Seguem-se dias agitados, com manifestações e destruição de sedes partidárias: a 15 de julho, em solidariedade com os ministros demissionários, o PS convoca uma manifestação onde é exigida a demissão de Vasco Gonçalves. Para, logo no dia seguinte (16 de julho), Comissões de Trabalhadores, apoiadas pelo PCP, manifestarem-se em Lisboa e no Porto, reivindicando a dissolução da Assembleia Constituinte. Destacam-se, no entanto, os comícios do PS de 18 e 19 de julho, no Estádio das Antas e na Alameda D. Afonso Henriques (Fonte Luminosa), respetivamente. Perante mais de 100.000 pessoas, no Comício da Fonte Luminosa, o último orador do dia, Mário Soares, que se havia aproximado da Igreja Católica (em parte devido à ocupação da Rádio Renascença), bradava "Nós não temos medo" e avisava "o PS pode paralisar o país", afirmando assim o Partido Socialista como principal partido anti-comunista, exigindo a demissão de Vasco Gonçalves e insurgindo-se contra os dirigentes comunistas (comunistas estes que, conjuntamente com o COPCON, se haviam barricado nos acessos a Lisboa, para travar uma "marcha sobre Lisboa") e da Intersindical. A multidão, que protestava contra a ameaça de uma ditadura comunista e as correntes terceiro-mundistas, apoiava o líder socialista gritando "É preciso respeitar a vontade popular" e "O povo não está com o MFA".
O IV Governo Provisório acaba por cair, contudo é Vasco Gonçalves novamente a liderar o V Governo Provisório. Tal, resulta na publicitação (após ter sido também entregue a Costa Gomes), a 7 de agosto, do "Documento dos Nove", também conhecido por "Documento Melo Antunes", no qual se opunham às teses do Documento-Guia da Aliança Povo-MFA. Este documento, subscrito pelo pelo Grupo dos Nove, a fação moderada do MFA (que seriam mais tarde suspensos de funções do Conselho da Revolução), e apoiado principalmente pelo PS, facto observado logo na sessão de dia 8 de agosto, rejeita simultaneamente o modelo soviético para o qual Portugal estava a caminhar, contrariando desta forma a crescente influência e hegemonia do PCP, mas também o modelo social-democrata, capitalista. É oferecido, em contrapartida, um projeto socialista, alcançado de forma gradual, adequado à realidade portuguesa, mas baseado na democracia política, pluralista.
Na semana seguinte, a 13 de agosto, em contraposição ao "Documento dos Nove", Otelo Saraiva de Carvalho propõe uma alternativa política de extrema-esquerda, baseada no "poder popular". A "Autocrítica revolucionada do COPCON e proposta de trabalho para um programa político", ou "Documento do COPCON", surge então, redigida por Mário Tomé e inspirada ideologicamente pelo Partido Revolucionário do Proletariado/Brigadas Revolucionárias (PRP-BR), Movimento de Esquerda Socialista (MES) e União Democrática Popular (UDP) (o apoio deste último partido foi também demonstrado na Assembleia Constituinte, na sessão decorrida nesse dia).
Os dias que se seguiram a estes acontecimentos apenas contribuíram para a radicalização de opiniões, com ameaças de golpes, greves, manifestações e destruição de sedes partidárias. O povo português, mobilizado pelo PCP e pelo PS, divide-se: enquanto o PS exige a demissão do V Governo Provisório (com o incremento de hostilidades sobretudo no Norte e Centro do país), o PCP protesta contra a "violência reaccionária". Perante esta situação, visível quer nas ruas, quer nos discursos proferidos pelos deputados da Constituinte (PS/PPD/CDS vs. PCP/MDP/UDP), Otelo Saraiva de Carvalho e o Grupo dos Nove reúnem-se para a discussão do "Plano Político do MFA", um documento de convergência. Nesse mesmo dia, 19 de agosto, é preparada a queda de Vasco Gonçalves (que no dia anterior tinha discursado em Almada, afirmando que "chegou a hora da verdade da Revolução Portuguesa"). Este documento nunca verá a luz do dia, devido a divergências internas, contudo, após a  criação da Frente Unida Revolucionaria (FUR), a rotura entre Otelo Saraiva de Carvalho e Vasco Gonçalves, e as denúncias de Hierarquia militar|Oficiais da 5ª Divisão do carácter reaccionário da acção do COPCON, o V Governo Provisório cai e iniciam-se diligências para a formação do VI Governo Provisório, liderado por Pinheiro de Azevedo, que tomará posse já em 16 de setembro de 1975.
Até 25 de novembro, não são visíveis diferenças significativas, pois ocorre: um assalto à embaixada de Espanha em Lisboa (para contestar a sentença de morte por garrote de dois separatistas bascos), são lançadas bombas de fumo no Terreiro do Paço numa manifestação de apoio ao Governo de Pinheiro de Azevedo, o recém-criado Agrupamento Militar de Intervenção (AMI) faz explodir os emissores da rádio Renascença, os deputados à Constituinte criticam o Pacto MFA-Partidos e exigem a sua revisão, e, a 6 de novembro, o é emitido o célebre frente-a-frente entre Soares e Cunhal, no qual o secretário-geral socialista acusou o PCP de querer transformar Portugal numa ditadura comunista. Até aquela data, Portugal caminhava a passos largos para uma guerra civil.

### Cerco à Assembleia Constituinte
A 12 de novembro de 1975, um grupo de cerca de 100 000 manifestantes, na sua maioria trabalhadores da construção civil que reivindicavam a assinatura de um contrato coletivo de trabalho, cercaram o Palácio de São Bento, onde decorriam os trabalhos da Assembleia Constituinte, e a residência oficial do Primeiro-Ministro, contígua ao Palácio de São Bento. A manifestação, durante 36 horas, impediu a saída dos deputados do Parlamento e manteve sequestrado, dentro do Palacete de São Bento, o Chefe do Governo Pinheiro de Azevedo. Ao fim da manhã do dia 13 de novembro, conseguem finalmente sair de São Bento, por entre alas de manifestantes. No entanto, enquanto alguns deputados são apupados, outros (sobretudos aqueles pertencentes a partidos à esquerda do PS, o PCP e o MDP) são vitoriados, respondendo aos manifestantes com punhos erguidos. 

#### Precedentes
Ainda no calor do "Verão Quente" (que se havia iniciado com a tentativa gorada de Golpe de estado de 11 de março, por militares afetos ao General Spínola), dois dias antes do Cerco à Constituinte, a 10 de novembro de 1975, teve início uma greve dos trabalhadores da construção civil. Os manifestantes pretendiam reunir com o ministro do Trabalho, no dia 12. No entanto, nesse dia o VI Governo Provisório manda encerrar o Ministério do Trabalho, tendo então os manifestantes decidido dirigir-se para o Palácio de São Bento, pretendendo permanecer lá até que o Governo aceitasse um acordo que lhes fosse favorável (este acordo é alcançado, na madrugada de dia 14 de novembro, entre os dirigentes sindicais e Pinheiro de Azevedo, após várias reuniões, no qual o primeiro-ministro se compromete a colocar em vigor o Contrato Coletivo de Trabalho a partir de 27 de novembro).

#### Consequências
Logo no dia seguinte à grande manifestação (14 de novembro de 1975), os deputados do PS, do PPD e do CDS deslocam-se para o Porto, de onde só voltaram dia 17, argumentando falta de condições de segurança para reunir no Parlamento, devido à convocação de uma nova manifestação contra o Governo para dia 16 de novembro .
Os trabalhos da Assembleia Constituinte são retomados dia 18 de novembro, tendo a sessão sido marcada pela discussão dos acontecimentos passados: ora o PCP e o MDP criticavam a atuação "antipopular" do VI Governo Provisório e a decisão tomada pelo PS, PPD e CDS, e louvavam a manifestação dos trabalhadores; ora PS e PPD, no sentido oposto, defendiam o significado político da deslocação para o Porto, e criticavam a posição do PCP e da extrema-esquerda, em geral, bem como a atuação dos manifestantes (que não eram apenas operários), na tentativa de derrube do VI Governo Provisório, e até o comportamento das autoridades militares. Neste seguimento, na sessão de 20 de novembro, foi aprovada, por maioria dos deputados presentes (a bancada do PCP havia abandonado o hemiciclo), uma declaração do grupo parlamentar do PS, na qual se manifestava a intenção de a Assembleia Constituinte reunir, nos termos regimentais, em qualquer momento e em qualquer local, se tal viesse a ser necessário.
Por fim, a 25 de novembro foi aprovada uma moção, na sequência da ocupação de várias instalações militares, na qual se apoiava os esforços das autoridades revolucionárias não sediciosas, reafirmava-se o estipulado na declaração votada a 20 de novembro, e suspendia-se o funcionamento da Assembleia Constituinte (o Governo Provisório já se havia auto-suspenso a 19 de novembro por falta de garantias para poder governar, e só retomaria funções a 28 de novembro). Os trabalhos da Assembleia Constituinte foram retomados a 2 de dezembro de 1975, cujo período "antes da ordem do dia" se centrou no debate da tentativa de Golpe Militar de 25 de novembro (cujo fracasso resultou no fim do PREC, na extinção do COPCON, e definiu o regime democrático-parlamentar atual). Tendo sido nesta sessão, principalmente, condenados o golpe fracassado e seus intervenientes, e louvada a vitória da democracia e da liberdade.

### Espanha democrática

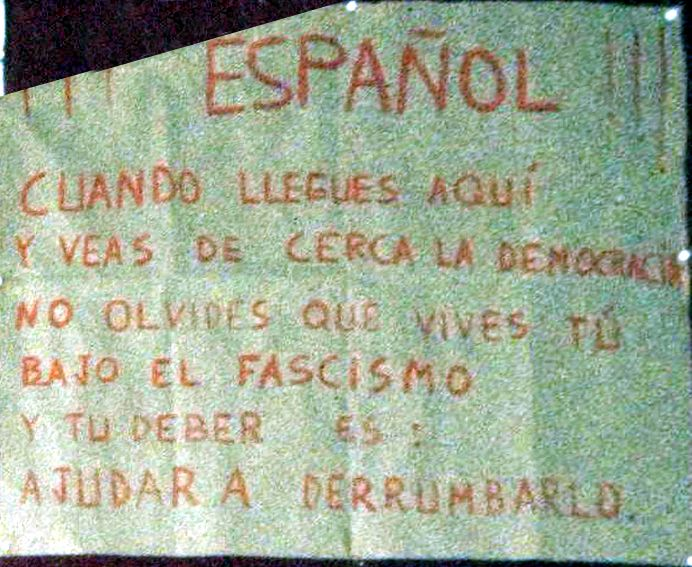
O mesmo espírito, ainda em Fevereiro de 1975, já presente neste cartaz manuscrito dirigido a visitantes espanhóis, afixado numa sede do PS.

Na sessão n.º 84, em 21 de novembro, devido à morte do ditador Francisco Franco no dia anterior (que iniciou o período de Transição Espanhola), o Grupo Parlamentar do CDS propôs à Câmara um voto de saudação ao povo de Espanha, que foi aprovado com 19 abstenções (MDP/CDE e PCP), no qual se exprime o desejo de triunfo das forças democráticas espanholas.

### 2.ª Plataforma de Acordo Constitucional
Após sucessivas violações por parte do próprio MFA do Pacto, em dezembro de 1975, o Conselho da Revolução aceitou negociar a revisão da Plataforma de Acordo Constitucional e, ainda nesse mês, os partidos com assento parlamentar apresentaram as suas propostas sobre a revisão da Plataforma. Porém, uma contraproposta do Conselho da Revolução, apresentada em janeiro de 1976, transformou o processo de revisão num processo de substituição da referida Plataforma. Abertas as negociações, seguiram-se dias de reuniões, comentários e sugestões escritas à contraproposta, que duraram até à véspera da assinatura. 
A Segunda Plataforma de Acordo Constitucional foi, por fim, assinada a 26 de fevereiro de 1976, entre os partidos com representação na Constituinte e o Conselho da Revolução. Nela foi eliminada definitivamente a Assembleia do MFA (já extinta pela Lei n.º 17/75, de 26 de Dezembro), mas mesmo assim preservado o princípio da institucionalização deste, através da manutenção do Conselho da Revolução como órgão de soberania [transitivo]. Embora, agora com poderes mais restritos, o Conselho da Revolução continuava a aconselhar o Presidente da República e ter poderes, assistido por um órgão consultivo - a Comissão Constitucional, de fiscalização da inconstitucionalidade das leis e da inconstitucionalidade por omissão, bem como exclusiva competência para legislar sobre os assuntos militares. A nova Plataforma determinava ainda a eleição do Presidente da República por sufrágio direto e universal, detendo este também, para além da presidência do Conselho, os poderes de dissolução do parlamento e de nomeação e demissão do primeiro-ministro e, consequentemente, do Governo (embora passasse a partilhar estes últimos com a Assembleia Legislativa).
Os partidos, com o rigor que lhes era exigido, transpuseram para a Constituição os termos acordados na 2.ª Plataforma, criando assim um regime democrático constitucional, comummente designado regime semipresidencialista. Porém, até ao final da I Legislatura (1980), o regime de exceção não estaria totalmente encerrado, pois constitucionalmente tinha-se iniciado um período de transição.

#### Precedentes
A 7 de novembro de 1975, devido à difícil situação política que o país atravessava, o deputado Sotttomayor Cardia (PS), critica a 1.ª Plataforma, alegando que "o pacto não serve o MFA nem a autoridade do Estado", pois a instituição militar exerceria simultaneamente as funções de senado e tribunal constitucional (poder legislativo e poder judicial), para além de ter que se envolver, obrigatoriamente, com os partidos para a eleição do Presidente da República.

Após a tentativa de golpe contra-revolucionário, a 2 de dezembro, o grupo parlamentar do PPD apresentou uma proposta para adiar a apreciação na generalidade do parecer da Comissão do "Poder Político" (5.ª Comissão), pretendendo que se iniciasse de imediato a negociação do pacto. Esta proposta foi, no entanto, rejeitada. Só a 10 de dezembro, devido às manifestas divergências entre as posições dos partidos e os dispostos da Plataforma, o grupo parlamentar do PS apresentou uma nova proposta, na qual se proponha a suspensão do debate sobre o parecer da 5.ª Comissão e se encetassem diligências junto do Conselho da Revolução para a revisão da Plataforma de Acordo Constitucional. Esta foi aprovada, com 21 votos contra (PCP) e 3 abstenções (MDP/CDE), passando a Assembleia a discutir nas sessões seguintes o parecer da Comissão dos "Tribunais".

## Bibiliografia
- Vieira, Mónica Brito e Filipe Carreira da Silva. (2010) O Momento Constituinte. Os Direitos Sociais na Constituição. Coimbra: Almedina.